# История Вавилона

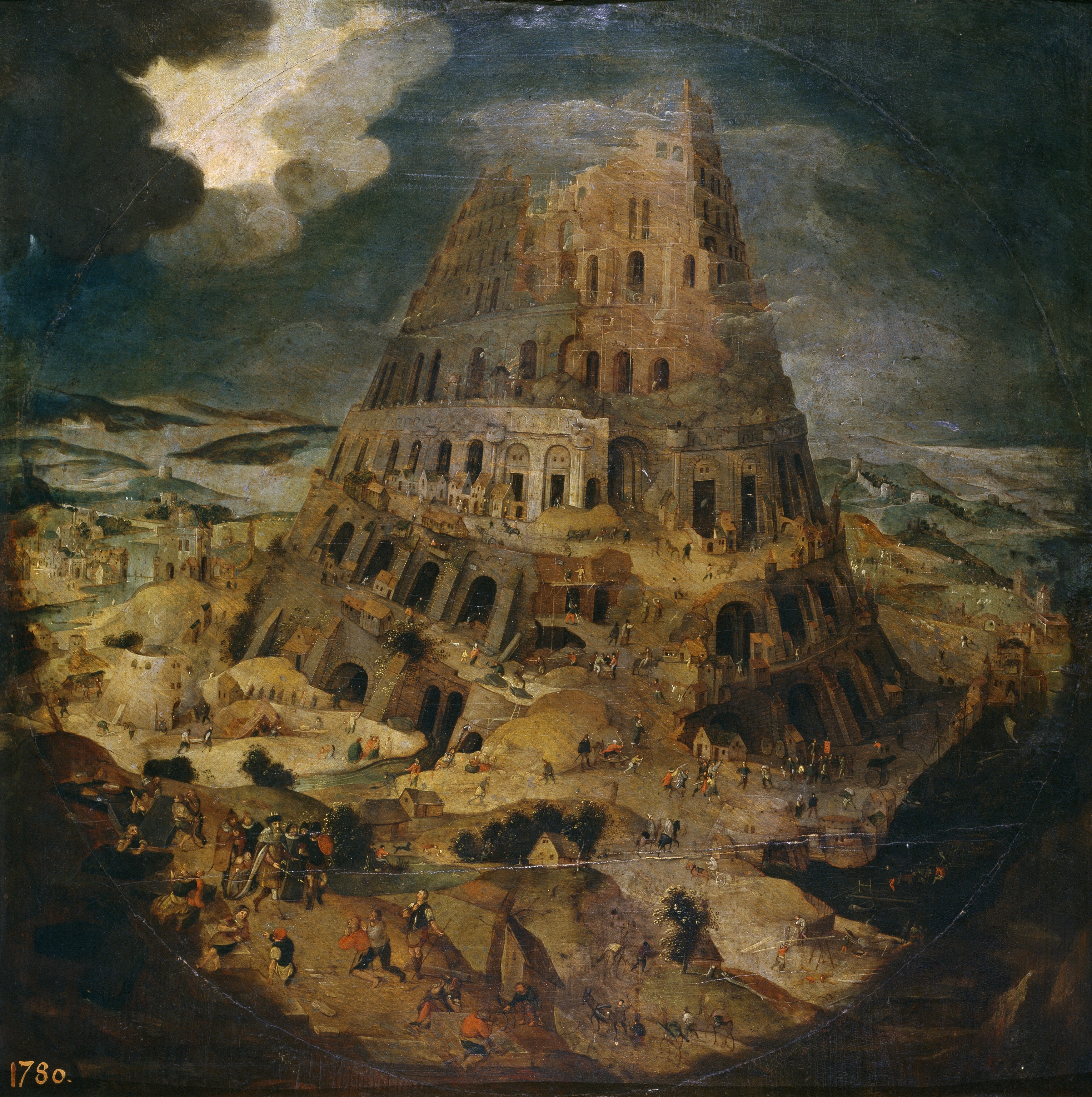
«Вавилонское столпотворение» — распространенный сюжет в искусстве Средневековья и Нового времени, отражающий легендарные (библейские) представления об истории города. С картины Питера Брейгеля Младшего.

Исто́рия Вавило́на — история древнего города Вавилона, от древнейших свидетельств о нём до окончательного запустения (во II веке); охватывает хронологический промежуток примерно в 2,5 тысяч лет. 
Вавилон прошёл развитие от центра незначительной территориальной общины до столицы одной из великих держав Древности, крупнейшего города западной части цивилизации Старого света, важнейшего культурного и экономического центра Ближнего Востока. Могущество и великолепие Вавилона эпохи X династии нашло отражение в ветхозаветной традиции, повлиявшей на формирование эсхатологического образа «Вавилона великого» — обители греха и столицы антихриста. За время своего существования город неоднократно подвергался захватам и разрушениям со стороны многочисленных врагов — эламитов, хеттов, ассирийцев. После занятия его войсками Кира Великого («падение Вавилона») город стал центром автономного царства (до 481 года до н. э.) и одной из четырёх столиц Персидской державы Ахеменидов. После ликвидации последней, стал центром державы Александра Македонского; в результате войн диадохов вошёл в состав Государства Селевкидов, а впоследствии — Парфии. Соседство с новыми столицами (Селевкией, Ктесифоном), переселение жителей города в них, разорение в результате межгосударственных конфликтов и усобиц — привели к упадку Вавилона и постепенному его запустению.

## Ранняя история Вавилона

Города Шумера и Аккада в III тыс. до н. э. Указаны современные направления русел рек

Обстоятельства и точное время основания Вавилона неизвестны: высокий уровень грунтовых вод не позволяет исследовать нижние слои памятника, а второстепенная роль раннего Вавилона обуславливает скупость сведений о нём в древнейших письменных источниках. Название города имеет очень древнюю этимологию, восходящую к форме babil(a); последней приписывают дошумерское (протоевфратское) или шумерское происхождение. Со временем этот топоним был переосмыслен в рамках народной этимологии, превратившись в аккадское Bāb-ili(m)/Bāb-ilāni, что дословно переводится как «врата бога/богов»; шумерский аналог — Кадингирра (KÁ.DIG̃IR.RAKI)
Некоторые признаки позволяют увязать древнейший Вавилон с топонимом BA7.BA7 или BAR.KI.BAR, известным из шумерской надписи на глиняной табличке, датируемой посредством палеографического анализа временем около 2500 года до н. э. (Раннединастический период). В указанном источнике говорится о строительстве независимым правителем (энси) этого города храма в честь бога Ама́руту (то есть Мардука; Амаруту — шумерский вариант имени этого бога). Мардук был покровителем Вавилона, что и даёт основание для соответствующих предположений.
Наиболее ранние археологические находки в Вавилоне датируются временем около 2400 года до н. э. (III этап Раннединастического периода, РД III); они обнаружены на поверхности холма Хомера и в западной части телля Амран-ибн-Али. В то время город находился в сфере влияния шумерской цивилизации, однако он располагался не на коренной территории Шумера (область Ки-Энги, шум. ki-en-ĝir15), а на её периферии — в области Ки-Ури, известной в последующее время под названием «Аккад». В Раннединастический период важнейшую роль в этих землях играло государство Киш. Население Ки-Ури было смешанным: помимо шумеров там проживали восточные семиты, предки аккадцев. Обстоятельства и время появления последних в Нижней Месопотамии точно неизвестны, но со временем аккадский язык занял здесь ведущие позиции. По всей видимости, в Раннединастический период Вавилон был второстепенным городом, центром незначительной области или государства, расположенного на канале Арахту (ответвление Евфрата).
Первое письменное упоминание Вавилона традиционно связывается с источником, относящимся к концу существования Аккадского царства (около 2200 года до н. э.). Это надпись царя Шаркалишарри, где говорится о городе Кадингир(ра), в котором царь строит храмы в честь таких важнейших аккадских божеств как (Иль-)Аба и Аннунит. Вавилонский храм богини Аннунит известен в более поздних источниках под именем Эсаггашарра (E-sagga-šarra); он располагался в древнейшей части города — квартале Эриду.
Впоследствии область (ном) с центром в Вавилоне вошла в состав огромного Шумеро-Аккадского царства. Коренную территорию этой державы составляли бывшие города-государства Нижней Месопотамии (Шумера и Аккада) — Урук, Киш, Лагаш, Ларса и др., которые теперь находились на положении провинций. Во главе каждой из этих областей стоял чиновник со старым титулом «энси», но в отличие от традиционного энси он назначался из столицы, находясь в полном подчинении у царя из III династии Ура. От этого времени дошло несколько документов налогового характера, откуда известно, что Кадингирра была одной из таких подчинённых областей, управляемой чиновником-энси. Вхождение Вавилона в состав Шумеро-Аккадского царства могло произойти в правление Шульги.
К концу XXI века до н. э. внутренние проблемы и внешнеполитические факторы приводят к кризису и распаду Шумеро-Аккадского царства. Крушение державы сопровождалась вторжением эламитов и семитоязычных амореев. Последние захватывали месопотамские номы и основывали независимые города-государства; в числе таковых был и Вавилон.

## Вавилонское царство

### Старовавилонский период (ок. 1894 — ок. 1595 гг. до н. э.)

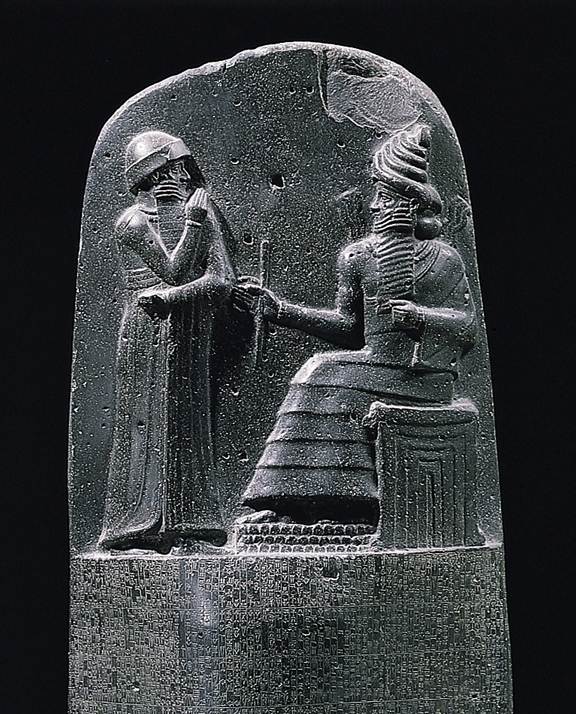
Хаммурапи (слева) перед богом Шамашем. Изображение на базальтовом обелиске с законами Хаммурапи. Лувр.

К началу XIX века до н. э. область (ном) с центром в Вавилоне находилась под влиянием аморейского племени я́хрурум. Около 1894 года до н. э. (согласно средней хронологии) вождь Сумуабум, сын Дадбанаи закрепился в городе, став основателем I Вавилонской (аморейской) династии. Эпоха правления амореев в истории Месопотамии обозначается как «Старовавилонский период». В самом Вавилоне правление I династии охватывает временные рамки с ок. 1894 по 1595 гг. до н. э. (согласно средней хронологии).
С самого начала существования новой династии Вавилон был вовлечён в многочисленные войны с соседними царствами, прежде всего c Кишем и Казаллу; уже ранние аморейские правители города ведут активное фортификационное строительство. В первый год своего правления Сумуабум возводит стену вокруг Вавилона; его преемник Суму-ла-Эль (Суму-ла-илу(м)) заканчивает или перестраивает её. Умело лавируя между влиятельными аморейскими племенами и царствами, Вавилону удается разгромить большинство своих противников и занять главенствующие позиции на севере Нижней Месопотамии. Одновременно, следуя обычаям древних царей Шумера и Аккада, местные правители ведут активное культовое строительство в городе. Датировочные формулы Сумуабума упоминают о возведении или перестройке им двух храмов: в честь Нинисины и в честь Нанны. Святилище богини Нинисины учёные склонны связывать с упомянутым в тексте Tinir храмом Эгальмах (Egal-maḫ) в честь Гулы; святилище бога Нанны могло быть храмом Эгишнугаль (E-gišnu-gal), но не исключено, что речь идёт о храме Энитенду (E-niten-du, позднее также Энинтенна). 
Датировочные формулы Суму-ла-Эля впервые упоминают о строительстве храма в честь божества бури Адада; исследователи связывают его с храмом Энамхе (E-namḫe), расположенным в западной части города. При Сабиуме проводится перестройка главного культового комплекса города, святилища Мардука Эсагилы. По всей видимости, Эсагила — самый древний храм Вавилона; первое указание на него может быть связано с упомянутой выше надписью энси города BAR.KI.BAR. Четвёртый царь I династии, Апиль-Син возводит новые стены Вавилона и строит (или перестраивает?) храм Этуркалам(м)а (E-tur-kalamma) в честь богини Иштар, Бе́лет-Ба́били (аккад. Bēlet-Bābili, то есть «Владычицы Вавилона»). К этому времени Вавилон — сильнейшее царство на территории бывшего Аккада, в подчинении которого находятся такие номы как Киш, Сиппар, Казаллу, Дильбат, Куту, Упи, а также менее значимые города — Борсиппа, Элип, Хабуз, Кар-Уту, Нурум и др.
Важной вехой в истории Вавилона стало правление царя Хаммурапи, сына Синмубаллита (1792 — 1750 гг. до н. э. согласно средней хронологии). Из датировочных формул известно, что он вёл культовое строительство как в городах царства, так и в столице; храмы щедро одаривались. В Вавилоне Хаммурапи перестроил Эгишнугаль (храм Нанны), Энамхе (храм Адада) и Этуркаламу (святилище Иштар/Белет-Бабили). Однако главные достижения царя находились в области внешней политики. После тридцати лет реформ, накопления сил, строительства оборонительных сооружений и столкновения более сильных врагов между собой посредством умелой дипломатии, Хаммурапи приступает к широкомасштабным войнам, в результате которых к его царству были присоединены земли Шумера, Ассирии, областей на левом берегу Тигра и на Среднем Евфрате. Отныне под властью Хаммурапи оказалось подавляющее большинство городов Месопотамии. Но последующие цари не смогли удержать Вавилонию в этих границах. Массовые восстания в Шумере, Аккаде, возникновение на юге Приморского царства, передвижение горных племен касситов, хурритов, активизация Элама и Хеттского царства — серьёзно осложнили положение преемников Хаммурапи. Все последующие цари вели трудные войны с внешними врагами, одновременно подавляя многочисленные восстания внутри страны. Кульминация событий относится ко времени правления Самсудитаны, когда хеттский царь Мурсили I, опираясь на союз с племенами Ханейского царства (вероятно касситами), нанёс поражение державе Хаммурапи. Около 1595 года до н. э. хетты захватили Вавилон и, разграбив, учинили в нём разрушения; царство было уничтожено, а Самсудитана по всей видимости погиб.

Рост территории царства Хаммурапи с по

Клинописные источники и археологические раскопки позволяют создать общее представление о Вавилоне эпохи I династии. При амореях происходило бурное развитие города; уже в то время он не уступал, а вероятно даже превосходил по площади бывшую столицу Шумеро-Аккадского царства — Ур. Река Арахту делила Вавилон на две части — Западный город и Восточный город. В правление династии Хаммурапи Вавилон превратился в важный культовый центр Месопотамии, свидетельством чему является активное храмовое строительство. Уже в то время, в Восточном городе существовали храмы: Эсагила, Этуркалама, Энитенду, Эгишнугаль, святилище Нинисины (Эгальмах?), и вероятно храм аккадской богини войны Анунит(ум) (Эсаггашарра?), упомянутый ещё в надписи Шаркалишарри. В Западном городе располагались храмы: Энамхе (в честь Адада), Энамтила (E-namtila) в честь Энлиля, Эмисикиль (E-mi-sikil) в честь бога сутиев Амурру и Эдикукалама (E-diku-kalamma) в честь Шамаша. 
Поскольку в Месопотамии существовала традиция возведения реконструируемых храмов строго на месте старых, постольку указания на святилища того времени позволяют очертить примерные границы Вавилона аморейской эпохи. На основании этого предполагается, что Восточный город в то время занимал территорию, в нововавилонское время известную как квартал или округ Эриду (аккад. Eridu) (область Сахн и телли Ишин Асад и Амран ибн Али), где находились все упомянутые храмы, кроме святилища Эгишнугаль. Расположение последнего указывает, что территория Восточного города охватывала и часть будущего округа Куллаб (аккад. Kullab, телль Меркес). Западный город вероятно играл роль культового центра и располагался в рамках будущего округа Кумар (аккад. Kumar). 
Описанная территория по всей видимости и была окружена стенами, которые, подобно другим месопотамским городам, должны были иметь нерегулярный план. Письменные источники указывают на существование стен Сумуабума и Суму-ла-Эля, а также новых оборонительных сооружений, возведённых Апиль-Сином; однако точное местонахождение их неизвестно. С внешним миром город сообщался посредством ворот, каждые из которых имели собственные названия; однако соответствие тех или иных объектов старовавилонским часто гипотетично. Вероятно, что Восточный город имел не менее трёх выходов, в числе которых могли быть Великие ворота открывавшиеся на север дорогой в Сиппар и Рыночные ворота, что выходили на юг дорогой в Дильбат; видимо были ворота и на востоке. В Западном городе предполагают существование Акуцских ворот (на юго-западе) и, возможно, Ворот Лугальирры (на севере). Датировочные формулы Аммидитаны повествуют о возведении дворца на берегу Арахту.

### Средневавилонский период (ок. 1595— ок. 1004 гг. до н. э.)

#### Вавилон при III (касситской) династии
События истории Вавилона после взятия его хеттами реконструируются с трудом. Вероятно, что после ухода армии Мурсили I город на какое-то время был захвачен царём Приморья Гулькишаром (так называемая II Вавилонская династия или I династия Приморья). К этому периоду большую роль в жизни Месопотамии стали играть касситы — выходцы из горных областей соседнего Загроса; вероятно что уже тогда основной ударной силой их войска были колесницы, опираясь на которые они смогли достичь больших внешнеполитических успехов. В первой половине XVI века до н. э. Агум II захватил Вавилон, основав там новую, III династию. Правление касситских по происхождению III и V династий, а также II династии Исина очерчивает рамки Средневавилонского или касситского периода в истории Нижней Месопотамии (ок. 1595 — ок. 1004 гг до н. э.)
Постепенно касситы вернули Вавилону былое величие и вывели его на новый уровень развития. Агум II доставил в город статую бога Мардука, некогда увезённую захватчиками в Хану; в его правление царство уже включало Аккад, бассейн реки Диялы и некоторые области Загроса. При последующих правителях был присоединён Шумер (разгромлено Приморское царство), некоторые территории на Тигре и вероятно Дильмун (Бахрейн); таким образом, под властью касситов оказалась вся Нижняя Месопотамия. Начиная с правления Куригальзу I царская резиденция какое-то время находилась в заново выстроенном городе Дур-Куригальзу (аккад. «Крепость Куригальзу»). Вместе с тем, централизация государства при касситах ослабевает: стремясь заручиться поддержкой крупных племенных объединений и землевладельцев, цари раздавали иммунитетные грамоты, что отразилось в практике распространения кудурру. Иммунитетные грамоты освобождали их владельцев от налогов в пользу государства; как следствие, значение аристократии неуклонно росло, доходы казны сокращались, а рост числа крупных землевладельцев губил мелких предпринимателей и негативно сказывался на экономике, военной мощи и социальной стабильности в целом.

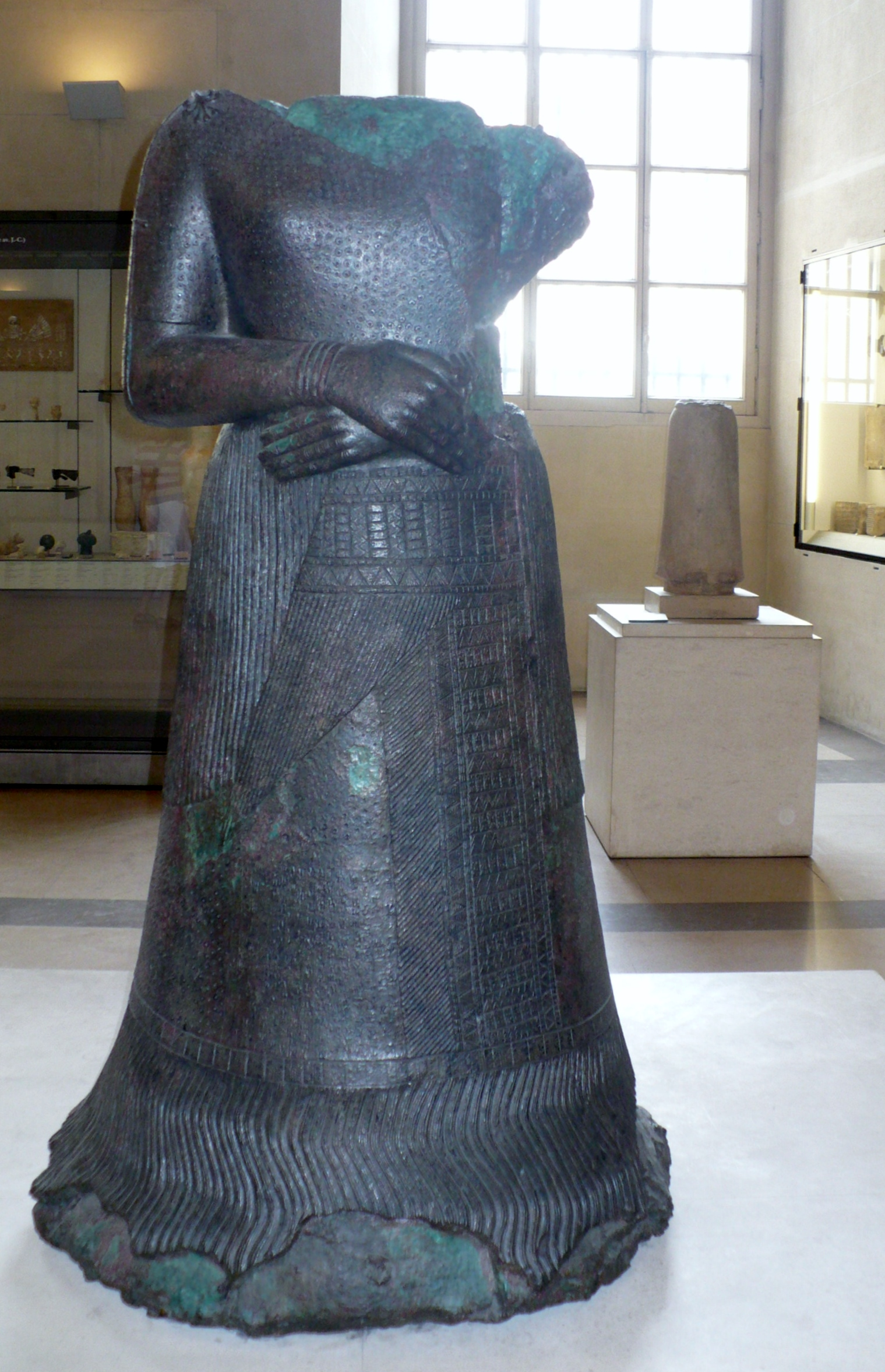
Бронзовая статуя Напир-Асу, супруги касситского царя Вавилона Унташ-Напириши

В XIII в. до н. э. внешнеполитическое положение страны Кардуниаш (Karduniaš; под этим именем с середины XV в. до н. э. касситское царство фигурирует в источниках) осложняется, чему, помимо внутренних проблем, способствовало стремительное возвышение Ассирии, усиление Элама и новая масштабная волна переселения семитоязычных кочевников, на этот раз арамеев. Наиболее тяжелыми были войны с Ассирией, одна из которых (при Каштилиаше IV) закончилась сокрушительным поражением. Около 1223 года до н. э. Тукульти-Нинурта I захватил Вавилон; стены города были разрушены, часть жителей казнена или угнана в рабство, храмы разграблены (в том числе увезён идол Мардука), а царь уведён в плен. После 7 лет чужеземного господства к власти пришёл сын Каштилиаша IV Ададшумуцур и страна вернула независимость. В последующее время Вавилония и Ассирия вели взаимную вялотекущую борьбу, пользуясь периодами временного ослабления друг друга. Неожиданно мощный удар нанесли эламиты; около 1158 года до н. э. войска царя Шутрук-Наххунте совершили опустошительный набег на земли царства и захватили Вавилон. Царь Забаба-шум-иддин был низложен; вся страна подверглась небывалому опустошению; захватчики грабили и увозили с собой не только материальные ценности, но и статуи богов и царей, древние обелиски, стелы. Крупнейшие города Нижней Месопотамии были обложены данью; фактически Вавилония была подчинена Эламу, который назначал наместника для управления этой страной. Последовавшее вскоре восстание под руководством некоего Эллильнадинаххи/Эллильшумуцура было подавлено с ещё большей жестокостью; эламский царь Кутир-Наххунте подверг Вавилон очередному разграблению (в том числе вывез новую статую Мардука), устроил разрушения в городе и увёл в плен последнего правителя III династии.
Несмотря на перенесение царской резиденции в Дур-Куригальзу, при касситах Вавилон упрочил свой столичный статус и продолжал расти. Исследователи предполагают, что к концу касситского периода город приобрёл симметричный план и был обнесён «Великой» прямоугольной стеной И́мгур-Энли́ль (аккад. «Энлиль услышал»). Её окружала менее высокая стена Не́мет-Энли́ль (аккад. «Местожительство Энлиля»); при этом жители Месопотамии назвали Имгур-Энлиль «стеной», Немет-Энлиль — «валом». Восемь ворот, названных по именам великих месопотамских божеств (Иштар, Мардука, Шамаша и др.), вели в город — четыре в восточной и четыре в западной. Обновлённый Вавилон делился на десять округов или кварталов (аккад. erșetu, реже — ālu), которые часто носили названия городов Шумера и Аккада. Древнейшая застройка находилась в пределах кварталов Эриду (восточная часть) и Кумар (западная часть); вокруг них группировались новые округа. В Восточном городе это были кварталы: Кадингирра (аккад. Ka-dingirra), Шуанна (аккад. Šuanna), Куллаб (аккад. Kullab), Новый город и округ, название которого передавалось шумерограммой «TE.EKI», но чтение неясно. В Западном городе новыми кварталами были: Баб-Лугальирра (аккад. Bāb Lugalirra, то есть «Ворота Лугальирры»), Туба (аккад. Tuba) и ещё один округ, имя которого неизвестно. По всей видимости, в касситское время многие новые кварталы были ещё слабо заселены. Округа снабжались водой посредством отведённых от Евфрата каналов, через которые были перекинуты мосты.
Стремясь подчеркнуть значение города, местное жречество провело большую идеологическую работу, синкретизируя шумеро-аккадскую мифологию и выстраивая её вокруг Вавилона и бога Мардука. Одним из культовых имён столицы было «Эриду» — в честь самого древнего города Шумера. Тогда же или в последующее время важнейшие мифологические деяния (обустройство мира, сотворение людей) стали приписываться Мардуку, который в этой роли заменял более «старых» богов — Энлиля, Энки и т. д. Верховный бог шумерского пантеона, Энлиль, со временем и вовсе стал отождествляться с покровителем Вавилона, а его эпитет — Бел/Бэл (аккад. Bēl — Господь) — стал эпитетом Мардука; последнего со временем всё чаще называли Белом-Мардуком или просто Белом. Древняя шумерская богиня Инанна, слившаяся с аккадской Иштар (Астар, Астарта, Анунит) стала рассматриваться как супруга Бела-Мардука Царпанит (аккад. Zarpanītu/Ṣarpanītu «Сияющая»), Владычица Вавилона (Белет-Бабили). Сосредоточие большого количества храмов, связь с наиболее значимыми культами и важное идеологическое значение привели к тому, что жители Месопотамии стали воспринимать Вавилон в качестве священного города, престиж которого был очень высок.

#### II династия Исина

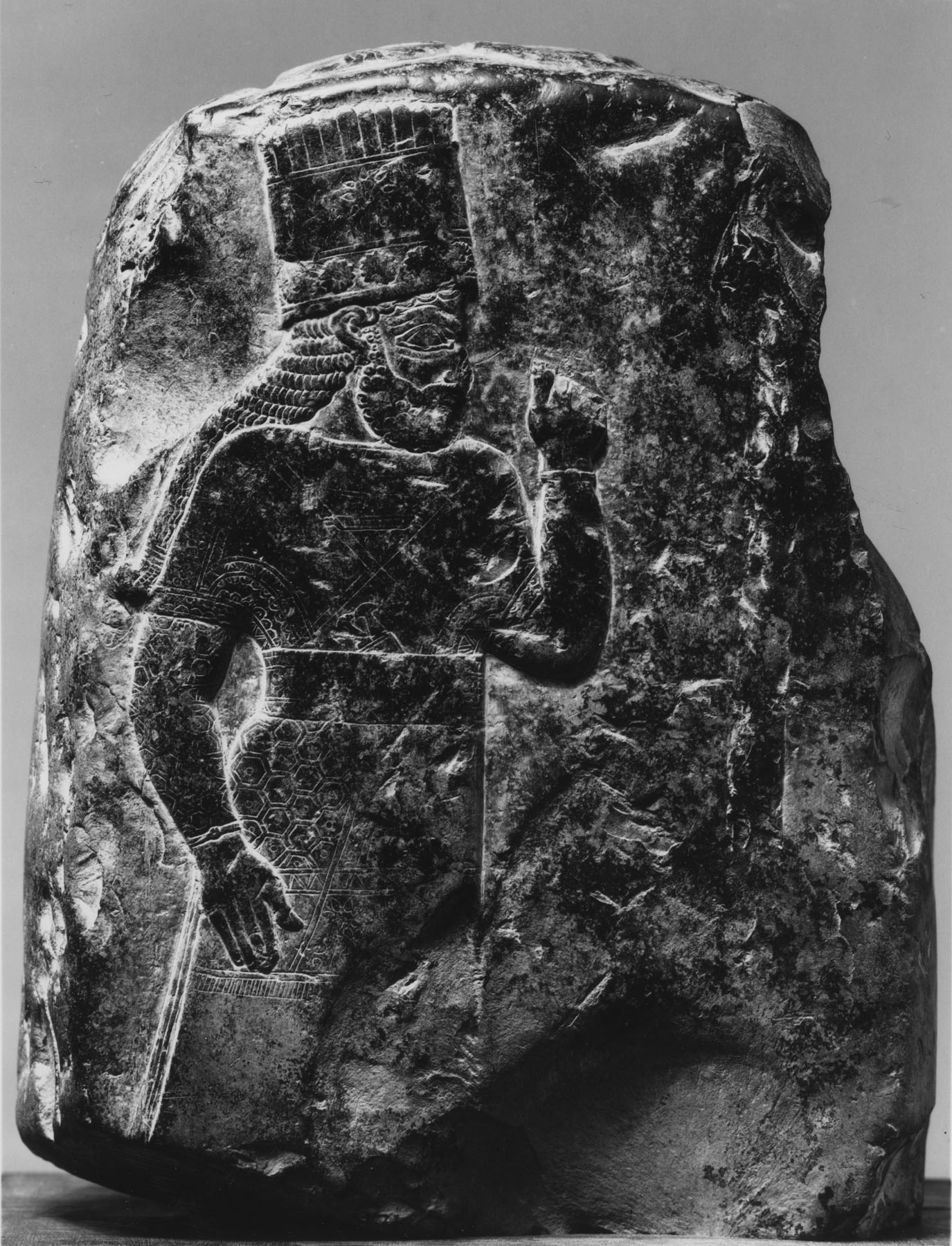
Мардук-надин-аххи. Изображение на кудурру с холма Амран ибн Али. Художественный музей Уолтерса.

Господство эламитов было кратковременным. Уже около 1150 г. до н. э. вспыхнуло восстание под руководством Мардук-кабит-аххи-шу; ему удалось закрепиться в Исине, основав IV династию правителей Вавилонии, также известную как II династия Исина. В первые годы столицей возрождённого царства Кардуниаш оставался Исин, но в правление Итти-Мардук-балату этот статус перешёл к Вавилону. Город постепенно восстанавливался; начался новый, кратковременный подъём местной государственности. Больших внешнеполитических успехов достиг царь Нинурта-надин-шуми, который добился возврата идола Мардука, увезённого некогда Тукульти-Нинуртой I. В те времена вавилонские войска доходили до самого сердца Ассирии, а при Навуходносоре I (Набу́-куду́рри-у́цур I) они нанесли сокрушительное поражение Эламу и вернули другой кумир верховного бога. В правление Навуходоносора I, династия достигла пика могущества; по мнению В. фон Зодена именно при этом царе мог быть возведён знаменитый зиккурат Этеменанки, ставший впоследствии прототипом Вавилонской башни.
Однако силы государства подтачивал надвигавшийся кризис. При II династии Исина продолжалась практика раздачи иммунитетных грамот крупным землевладельцам; как следствие, сформировался особый слой магнатов, в руках которых оказывалось всё большее количество рычагов влияния на действия царя. Параллельно с ослаблением центральной власти ухудшалось и внешнеполитическое положение Вавилонии. Уже в правление Мардук-надин-аххи царство терпит тяжёлое поражение от ассирийцев; Тиглатпаласару I на короткое время удалось захватить Дур-Куригальзу, Упи (Опис), Сиппар и даже столицу, где был сожжён царский дворец. В конце правления Мардук-надин-аххи в стране разразился голод; нарастающим кризисом воспользовались обитавшие к западу от Евфрата многочисленные племена арамеев (ахламеев); в XI веке до н. э они массово переселяются на земли Вавилонии и Ассирии. 
Уже тогда среди этих полукочевых племён, по традиции именовавшихся в клинописных источниках «сутиями» (то есть амореями), могли находиться и халдеи — особая ветвь арамеев, стремительно заселявшая юг Вавилонии, Приморье. Передвижение арамеев по времени совпало со вторжением «народов моря»; итогом всех этих процессов стала так называемая катастрофа бронзового века (англ. Bronze Age collapse), когда произошёл упадок или гибель всех значимых государств древнего Ближнего Востока и эпоха бронзы начала сменяться железным веком. Осознавая масштаб угрозы, правители Вавилонии и Ассирии, Мардук-шапик-зери и Ашшур-бел-кала заключили союз, однако последние цари II династии Исина уже практически не контролировали страну. Прогрессирующий кризис привёл к вмешательству Ассирии во внутренние дела Вавилонии, а узурпировавший около 1069 года до н. э. власть Адад-апла-иддина, даже признал себя вассалом ассирийского царя. Около 1024 г. до н. э. произошла смена правящего дома и в городе укрепилась касситская династия из Страны Моря (V Вавилонская династия/II династия Приморья), однако это не переломило негативных тенденций.

### Нововавилонский период (ок. 1004—539 гг. до н. э.)

#### «Тёмные века». Правление ассирийских царей

##### VI—VIII династии. Уния с Ассирией

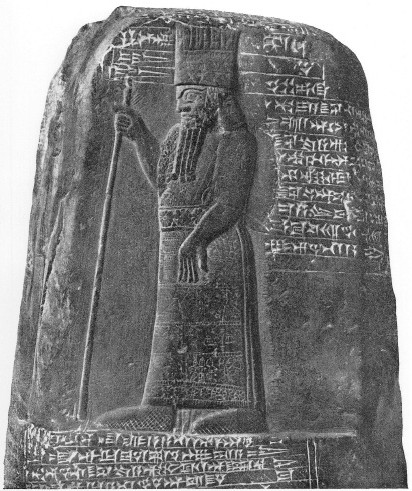
Кудурру царя Набу-мукин-апли, основателя династии Э. Британский музей

Первые три-четыре столетия I тысячелетия до н. э. в истории страны иногда называют вавилонскими «Тёмными веками». Деградация государственной системы достигла пика. Магнаты окончательно подчинили царя своему влиянию, а Вавилония превратилась в своеобразную республику, где реальная власть оказалась в руках олигархии. Отныне царственность стала подобием магистратуры: владыка Вавилонии должен был каждый праздник Нового года (аккад. akītu) переизбираться, проходя обряд касания рук статуи Мардука. Могущество олигархии зиждилось на крупных земельных владениях — латифундиях, распространение которых приводило к стагнации экономики, усилению социальной напряжённости и ухудшению положения рядовых граждан — основы вавилонской армии. Ситуация усугублялась и вторжением кочевников — арамеев и халдеев, которое приняло характер стихийного бедствия. В итоге, страна оказалась в неуправляемом состоянии и со временем потеряла независимость.
Около 1004 г. до н. э. II династию Приморья, сменила VI династия касситской племенной группы Бит-Бази. Затем, после кратковременного царствования «эламита» Мар-бити-апла-уцура (VII династия), вавилонский трон занимали представители VIII династии или династии Э, объединявшей разных по происхождению правителей. Из-за продолжавшихся набегов кочевников, цари порой не могли покинуть город, чтобы принять участие в ритуале Нового года; регионы и вовсе оказались предоставленными самим себе. При Мардук-закир-шуми I внутриполитическая борьба привела к расколу государства: против царя восстал его младший брат Мардук-бел-ушати. К тому времени в среде вавилонской олигархии вероятно уже сложилась партия, ориентированная на Ассирию, военная машина которой могла бы обеспечить выгодный для местной знати социальный порядок. Во время мятежа Мардук-бел-ушати ассирийцы пришли на помощь Мардук-закир-шуми I: Салманасар III подавил мятеж, привёл к покорности халдеев и развернул широкую идеологическую кампанию, позиционируя себя восстановителем древних храмов страны и защитником братского народа (ассирийцы и вавилоняне говорили на одном языке, исповедовали общую религию и были носителями единой культурной традиции). С этого времени Вавилония фактически стала вассалом своего северного соседа; попытки последующих вавилонских царей изменить это положение опираясь на союз с бывшими врагами — халдеями — имели лишь временный успех. 
К середине VIII в. до н. э. в Ассирии наступил период временного упадка, что заставило её отвлечься от нижнемесопотамских дел. Предоставленная самой себе Вавилония стала всё глубже погружаться в бездну анархии: источники того времени сообщают о бессилии центральной власти, независимости местных чиновников, мародёрстве, захвате земель и ночных побоищах на улицах городов. Для достижения своих целей в условиях ожесточённой внутриполитической борьбы, олигархия всё чаще опиралась на вооружённые отряды кочевников; как следствие, роль этих племён (особенно халдеев) в политической жизни страны неуклонно росла. Уже в 60-х годах VIII в. до н. э. трон Вавилона при неясных обстоятельствах занял Эриба-Мардук — представитель халдейского племени Бит-Якин, его сменил Набу-шума-ишкун из племени Бит-Даккури. Череда халдейских правителей Вавилона прервалась с воцарением Набонасара, поддержку которому оказали ассирийцы во главе с Тиглатпаласаром III; однако уже сын Набонасара, Набу-надин-зери был свергнут, процарствовав всего около двух лет. Последовавшей неразберихой воспользовались халдеи: в 732 г. до н. э. вавилонский трон захватил Набу-мукин-зери, вождь племени Бит-Амукану (основатель новой смешанной династии — IX); против халдеев вновь выступил Тиглатпаласар III. Разгромив противника, ассирийский правитель решил пойти на исключительный шаг по отношению к покорённой территории: в 729 г. до н. э. он короновался как вавилонский царь под именем Пулу, став одним из представителей IX династии этой страны и объединив таким образом всю Месопотамию в рамках личной унии.

##### Борьба за независимость. Разрушение Вавилона Синаххерибом

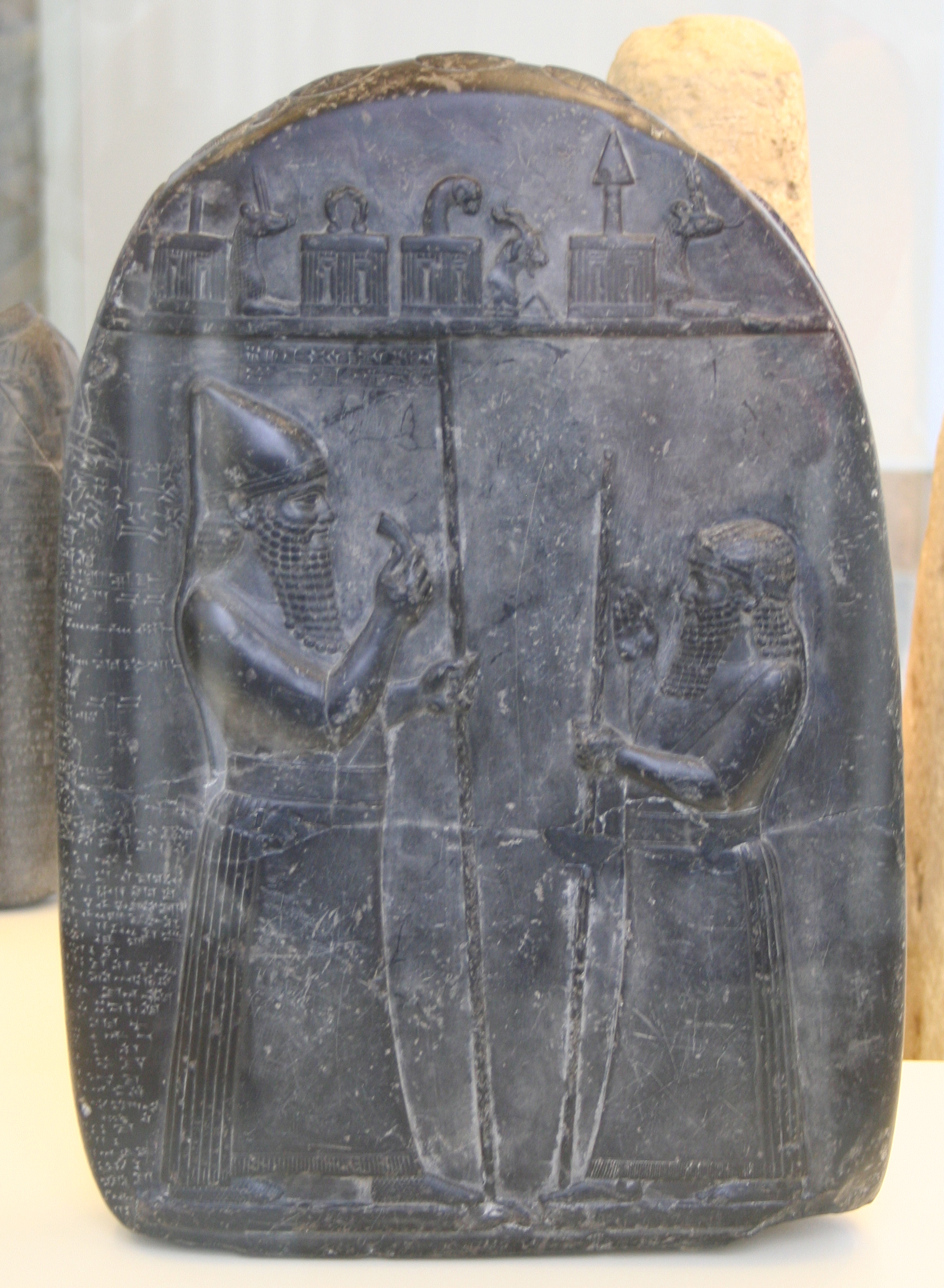
Мардук-апла-иддин(а) II жалует землю своему вассалу. Кудурру. Пергамский музей.

Последующее вековое правление ассирийских царей не принесло ожидаемого успокоения стране. Завоевателей поддерживала прежде всего олигархия, выгодное положение которой обеспечивалось мощью ассирийского оружия. Проблемы рядового населения Вавилонии так и не были решены и как следствие, эта часть общества всё чаще ориентировалась на халдеев как единственную значимую силу. В 722 г. до н. э. Вавилон захватил вождь племени Бит-Якин Мардук-апла-иддин II, заключивший союз с Эламом. В 721 г. до н. э. выдвинутые против этого нового вавилонского царя войска Саргона II были разгромлены эламитами у города Дер; на десять лет ассирийцы оставили Вавилонию. Однако сопротивление Мардук-апла-иддину II оказывала местная знать, в том числе жречество, недовольное конфискациями храмовых ценностей на содержание войска. Царь отвечал репрессиями: многие знатные вавилоняне были уведены в плен в Халдею. В 710 г. до н. э. Саргон II вновь двинул войска в Нижнюю Месопотамию и местная знать встретила его как освободителя. Восстановив и расширив привилегии местной олигархии, Саргон короновался как вавилонский царь. После его смерти, Мардук-апла-иддин II вновь попытался воспользоваться положением, что вынудило сына и наследника Саргона — Синаххериба — совершить поход в Нижнюю Месопотамию.
В правление Синаххериба (ок. 705 — 680 гг. до н. э.) произошёл резкий поворот в той политической линии которую его предшественники проводили по отношению Вавилонии. Новый правитель опирался на военные круги, так называемую ассирийскую партию, которая на первое место ставила обогащение за счёт завоеваний и не считала нужным выстраивать долгосрочную экономическую политику в регионах. Существование дуалистической монархии шло вразрез с интересами этой группировки и Синаххериб приступил к кампании по ограничению самостоятельности и экономического значения Вавилонии. Отразив набег халдеев, он отказался принять титул вавилонского царя; со временем он также приступил к изменению направлений торговых путей таким образом, чтобы ослабить экономическое значение Вавилона. Все эти действия не остались незамеченными и уже в 703 г. до н. э. вавилоняне подняли восстание, возведя на престол Мардук-закир-шуми II, представителя местной знати. Не процарствовав и года Мардук-закир-шуми II был свергнут Мардук-апла-иддином II, войска которого вновь занял священный город. 
Халдеи становятся главной антиассирийской силой в стране; Мардук-апла-иддин II создаёт масштабную коалицию из этих семитов, а также арамеев и только появлявшихся на политической сцене Ближнего Востока арабских племён. Однако в 702 г. до н. э. ассирийцы нанесли сокрушительное поражение войскам союзников в битвах при Куту и Кише; в том же году Синаххериб вступил в Вавилон, захватил дворец с придворными и имуществом халдейского вождя, но самому Мардук-апла-иддину II удалось сбежать. В последующее время город стал оплотом антиассирийских восстаний: около 700 г. до н. э. Бел-ибни, ставленник Синаххериба на вавилонском троне, вступил в сговор с халдеями и отложился от Ассирии; после подавления мятежа Синаххериб поставил в Вавилоне собственного сына и наследника Ашшур-надин-шуми, но в 694 г. до н. э. он был свергнут эламитами, которые возвели на престол Нергал-ушезиба. Разгромив мятежников у города Ниппур ассирийский царь захватил Нергал-ушезиба в плен, но около 693 г. до н. э. в Вавилоне закрепился другой независимый правитель — Мушезиб-Мардук. В 691 г. до н. э. Синаххериб выступил в очередной поход против мятежного города. После битвы у города Халуле, он по неясным причинам приостановил продвижение; но в 689 г. до н. э., ассирийцы появились у стен Вавилона. После отказа жителей города сдаться добровольно, Синаххериб взял его силой; царь Мушезиб-Мардук был взят в плен. Солдаты ворвались в город и устроили массовую резню; уцелевших горожан продавали в рабство или выселяли в другие области Ассирийской державы. Армия грабила Вавилон, реликвии вывозились в Ассирию. Обезлюдевший город был подвергнут тотальному разрушению; солдаты уничтожали храмы, дворцовые сооружения, жилые дома, некоторые постройки срывали под фундамент; зарево пожара было видно за десятки километров. Наконец, по приказу Синаххериба, по улицам Вавилона были пущены воды Арахту, превратившие эту территорию в болото, а сама земля, на которой стоял священный город, была проклята на 70 лет. Было ликвидировано и Вавилонское царство; его земли в основном были разделены между халдейскими княжествами,

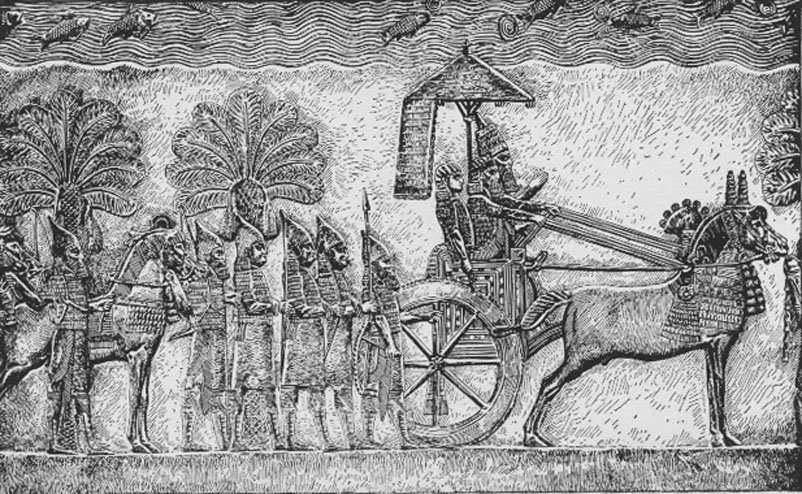
Синаххериб возглавляет войско во время похода в Вавилонию. Зарисовка с рельефа во дворце Синаххериба в Ниневии.

Разрушение Вавилона имело негативные последствия для ассирийской власти. Многие, прежде лояльные представители местной знати перестали поддерживать Ниневию, а в сознании рядовых жителей Месопотамии действия Синаххериба выглядели кощунством. Опора царя на военные круги, больше заинтересованные в сиюминутном обогащении, чем в долгосрочной экономической политике, привела к тому, что Ниневии всё труднее было находить сторонников из числа региональной элиты, для которой Ассирия всё больше приобретала образ кровавой тирании, жившей за счёт террора и ограбления подвластного населения. В самой Ассирии всё отчётливее проступали черты общего кризиса: разорение рядовых земледельцев, разложение армии, ассимиляция коренного населения пришлыми арамейскими племенами (формирование современных ассирийцев), нарастающий сепаратизм и конфликты внутри правящего дома — заставляли царя искать выход и союзников на местах. В последние годы Синаххериб резко изменил внутреннюю политику, назначив наследником Асархаддона, за которым стояла другая, так называемая вавилонская партия, опиравшаяся на аристократию, жречество и крупный бизнес.

##### Восстановление города. Мятеж Шамаш-шум-укина. Кандалану
После убийства Синаххериба в 680 г. до н. э. у власти закрепился Асархаддон. Возрождение ассиро-вавилонского дуализма могло стабилизировать государство, привлечь на сторону царя могущественную и более многочисленную нижнемесопотамскую аристократию, укрепить подорванную экономику; поэтому Асархаддон сразу начал кампанию по восстановлению Вавилона. Работы заняли около 20 лет; для их осуществления было привлечено большое количество ресурсов и лучшие архитекторы Ассирийской державы; многие здания отстраивались даже с большей пышностью в сравнении с тем обликом, который они имели до разрушения. При этом семидесятилетнее проклятье удалось обойти, истолковав начертание соответствующего числа как «10». В город постепенно возвращались уцелевшие жители, знать восстанавливалась в привилегиях, происходило возрождение общественных институтов. За столетия потрясений численность этнических вавилонян сократилась; они всё больше смешивались с халдеями, которые уже составляли большинство населения Нижней Месопотамии. К тому времени халдеи сильно вавилонизировались; смешение же двух народов привело к тому, что в соседних странах вавилонян всё чаще именовали халдеями. На народном собрании 678 г. до н. э. многие халдеи, обладавшие крупными земельными владениями, получили права вавилонского гражданства, влившись таким образом в ряды местной элиты. Тем временем, действия Асархаддона наталкивались на сопротивление ассирийской партии, и впоследствии военные заставили царя назначить своим наследником младшего сына, Ашшурбанапала, в обход старшего, Шамаш-шум-укина. Это событие осложнило ситуацию; в Лаббанате (пригород Вавилона) группа магнатов предприняла попытку мятежа, но власти оперативно ликвидировали угрозу. В 670 г. до н. э. Асархаддону удалось назначить Шамаш-шум-укина наследником вавилонского трона; однако это шаг оказался политическим просчётом: вместо единого наследника двух престолов, появлялось два разных; фактически, это закладывало основу для последующего раскола державы.

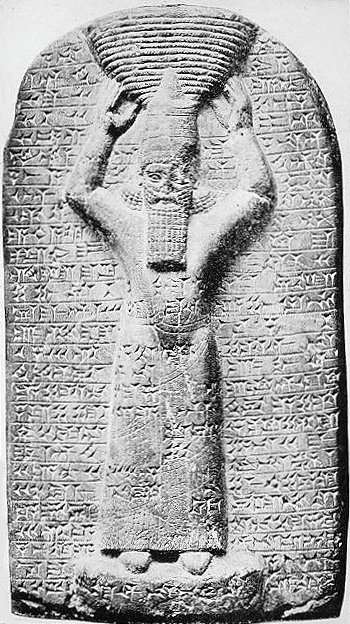
Ашшурбанапал в образе строителя храма Мардука. Британский музей.

Преемник Асархаддона, Ашшурбанапал, продолжал политику отца в сложных условиях, пытаясь сохранить единство страны на фоне противодействия военных и особенно непростой ситуации со статусом Вавилонии, где в 668 г. до н. э. царём официально стал Шамаш-шум-укин. С этой даты начинается отсчёт истории Второго Вавилонского или Нововавилонского царства, образованного заново, на месте ликвидированного Синаххерибом. Стремясь предотвратить раскол державы, Ашшурбанапал выстроил управление Вавилонией таким образом, что все более-менее значимые дела там решались самим ассирийским царём в обход Шамаш-шум-укина. Город продолжал восстанавливаться и общая стабилизация была в интересах многих его жителей, однако часть олигархии была недовольна политикой Ашшурбанапала и тайно готовила мятеж; под влиянием этой группы находился и вавилонский царь. Весной 652 г. до н. э. началось восстание. Оно оказалось неожиданностью для жителей Вавилонии и в стране произошёл раскол: многие крупные города, такие как Кута, Ур, Урук, а также ряд халдейских княжеств остались верны Ассирии; Шамаш-шум-укина поддержали прежде всего Борсиппа, Сиппар и Ниппур, вавилонскому царю также удалось заключить союз с арабами, Эламом, Лидией и Египтом; в столице основная масса граждан также долго колебалась. После двух лет тяжелейших боёв, ассирийцы смогли разгромить основные силы противника и весной 650 г. до н. э. подошли к Вавилону. Мощные укрепления защищали город и осада затянулась на два с половиной года. За это время в Вавилоне начались голод и эпидемии, процветала спекуляция хлебом, имело место людоедство. В 648 г. до н. э. после падения Борсиппы, что находилась у пригорода столицы, положение Шамаш-шум-укина оказалось безнадёжным, и он вместе с семьей и частью придворных покончил жизнь самоубийством. Ассирийцы сразу начали штурм и взяли город; началась резня и грабежи. Основным объектом террора стали активные сторонники Шамаш-шум-укина, видное место среди которых занимала вавилонская знать. Мятежникам вырывали языки, а тела скармливали животным; часть вавилонян была переселена. Уничтожив противников, Ашшурбанапал привёл город в порядок и в праздник Нового (647) года коснулся рук Бела-Мардука, став новым вавилонским царём под именем Кандалану (в старой литературе Кандалану часто считали отдельным правителем). Ашшурбанапал распространил права вавилонского гражданства на уцелевших жителей Сиппара и Куты, то есть практически на всю область Аккад; он также ликвидировал все племенные княжества халдеев. Истребление во время репрессий значительного числа местных магнатов уменьшило роль крупных землевладений. Итогом всех этих процессов стало оздоровление вавилонской экономики и общественных отношений; возрождалось мелкое землевладение, а с ним — гражданство и армия, исчезали барьеры между рядовыми жителями страны.
Политика Ашшурбанапала получила поддержку в Нижней Месопотамии, но вызвала недовольство ассирийской партии, и в 631 г. до н. э. военные при поддержке сыновей царя подготовили государственный переворот. В Ассирийской державе вспыхнула гражданская война: страна оказалась расколотой между воюющими группировками; часть городов поддержала Ашшурбанапала/Кандалану, который сохранил и вавилонский трон. Однако правление Кандалану оказалось недолгим: уже через несколько лет он, находясь в преклонном возрасте, умер. Воспользовавшись смертью престарелого царя, в одну из ночей 627 г. до н. э. ассирийские военные захватили Вавилон, но горожане вскоре подняли восстание и выбили солдат противника из столицы. Одновременно, узнав о смерти Кандалану, в Приморье отложился наместник Ниневии, халдей Набу-апла-уцур (Набопаласар). Его армия захватывала один город за другим, выбивая оттуда вражеские гарнизоны. 12 числа месяца ташрит (10 октября) 626 г. до н. э. ассирийцы были разбиты вавилонянами на подступах к священному городу. Отсутствие царя после смерти Кандалану вполне устраивало вавилонскую олигархию, однако осознавая необходимость объединения сил, имущие слои были вынуждены обратиться к Набопаласару. 26 арахсамна (23 ноября) последний торжественно вступил в Вавилон, где был провозглашён новым царём. Он стал основателем X династии которую также называют халдейской.

#### Нововавилонская держава

##### Обретение независимости. Город при Набопаласаре.

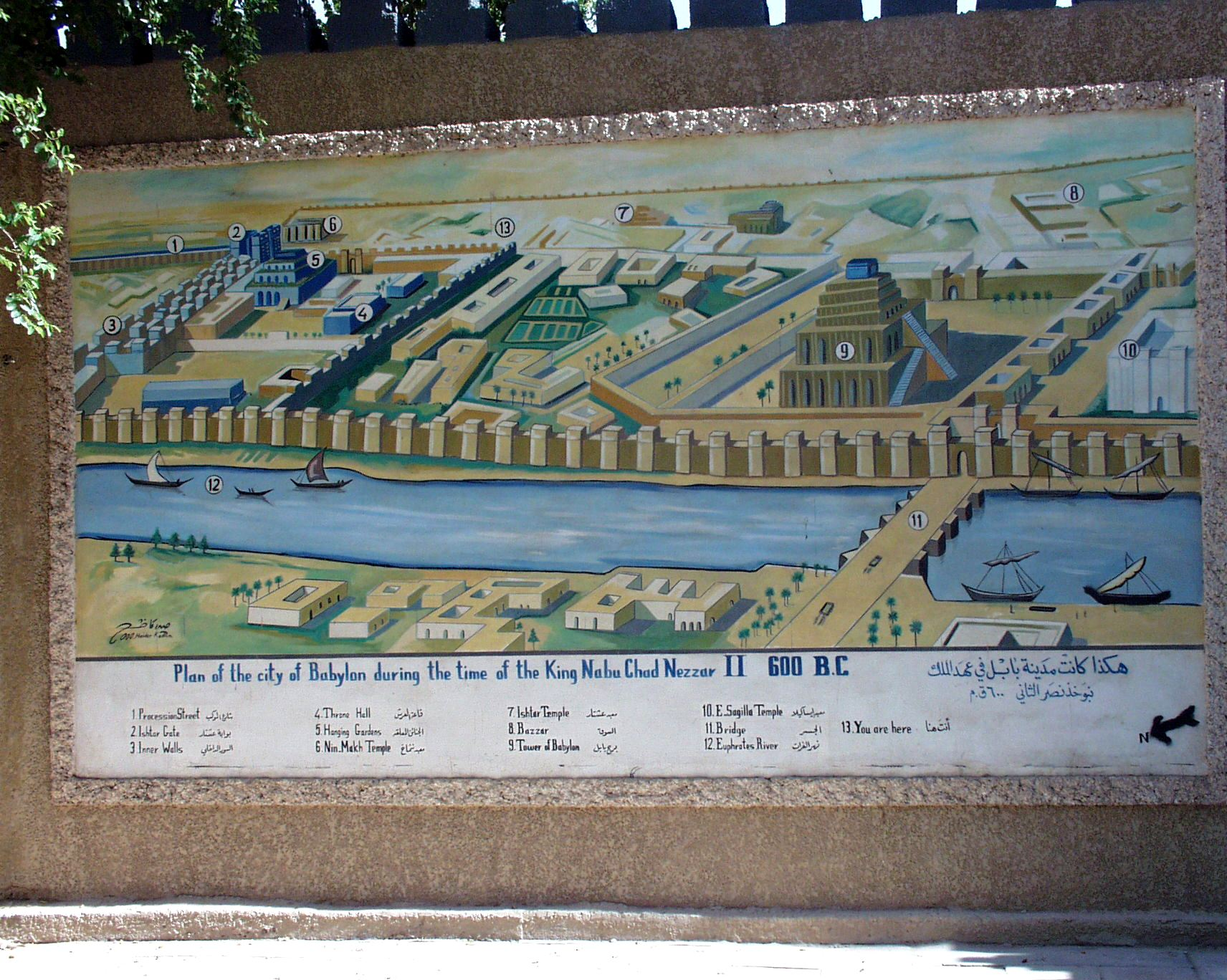
Вавилон около 600 г. до н. э.: схематический рисунок центральной части. Вид со стороны Западного города.

Венчание Набопаласара в священном городе ещё не означало восстановления независимости страны. В течение долгих последующих лет продолжалась тяжелейшая война с Ассирией, в которой стратегическая инициатива неоднократно переходила из рук в руки. Окончательная победа антиассирийской коалиции была одержана в 612 г. до н. э., когда мидийцы, скифы и вавилоняне взяли Ниневию, разграбили и разрушили основные города Ассирии. Остатки войск противника были позже разбиты у Харрана и в 609 г. до н. э. война была закончена.
Правление Набопаласара занимали постоянные войны: после разгрома Ассирии царство вступило в борьбу с Египтом за гегемонию в Передней Азии. В такой обстановке Набопаласар не мог уделять достаточного внимания столице: благоустройство Вавилона продолжалось, но многие действия преследовали временные цели, имели половинчатый эффект. Известно, что Набопаласар вёл работы по реконструкции центрального святилища — Эсагилы, начал перестройку стен Имгур-Энлиль и Немет-Энлиль, вокруг которых сооружался оборонительный ров, построил временный дворец на берегу Евфрата. Однако большинство мероприятий в столице царь завершить не успел.
Смертью престарелого Набопаласара в 605 г. до н. э. попыталась воспользоваться вавилонская олигархия, однако её действия натолкнулись на сопротивление новой политической силы — халдейской военной верхушки. Под давлением военных олигархия признала царём сына Набопаласара — Набу́-куду́рри-у́цура (Навуходоносора II), который в том же году получил царственность из рук Бела-Мардука.

##### Навуходоносор II. Вавилон на пике могущества
Правление Навуходоносора II стало важной вехой не только в истории города, но и в жизни всего Ближнего Востока. Новый правитель сумел превратить своё царство в одну из величайших держав в истории Древнего Востока, а Вавилон — в важнейший экономический, политический и культурный центр тогдашнего мира. Само имя Навуходоносора II — царя и полководца — надолго осталось в памяти народов Востока, а через них стало известно и европейской культуре.
Новый царь всячески украшал и укреплял столицу; при Навуходоносоре II Вавилон пережил настоящий строительный бум. Важнейшие улицы мостили кирпичом и плиткой из импортных горных пород — розовой брекчией и белым ливанским известняком. Барельефами покрывались стены дворцов, храмов, богатых домов. Царь приступил к строительству настоящей набережной Евфрата; через эту же реку, ширина которой в черте Вавилона порой достигала 150 м, началось возведения моста для соединения Западного и Восточного города. Мост возводился на массивных быках из блоков известняка и обожжённого кирпича, достигал 115 м в длину, 6 м в ширину и имел съёмную часть. Навуходоносор II продолжал украшать и перестраивать храмы. В частности, была завершена реконструкция Эсагилы, облик которой приобрёл необычайную пышность. Закончилась отделка «Вавилонской башни» — зиккурата Этеменанки. Большое внимание царь уделял обороне города; в условиях ухудшения отношений с бывшим союзником, Мидией, это приобретало особую актуальность. Была завершена перестройка стен Имгур-Энлиль и Немет-Энлиль, которые стали выше и мощнее. Толщина Имгур-Энлиль достигла 6,5 м; через каждые 20 м в ней чередовались большие поперечные и малые продольные башни. Немет-Энлиль приобрела толщину до 3,75 м и также была снабжена крепостными башнями. Навуходоносор завершил строительство рва, по внутреннему периметру которого была выстроена третья, так называемая стена рва. Сам ров соединялся с Евфратом, который заполнял его водой. Не довольствуясь тройным кольцом стен, царь возвёл две мощных крепости-замка у главного, северного входа в город, возле ворот Иштар, по обе стороны от дороги Процессий. Более того, вокруг всего Восточного города, царь построил ещё одну, Внешнюю стену длиной около 18 км, охватывающую предместья на левом берегу Евфрата. Наконец, вблизи всей этой сложной фортификационной системы проходила масштабная линия укреплений — 150 километровая Мидийская стена, которая защищала центральные области страны от угрозы со стороны восточного соседа.

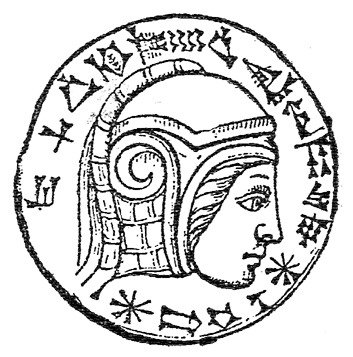
Навуходоносор II. Прорисовка изображения с ониксового «глаза». Вотив царя богу Мардуку.

Беспрецедентного размаха достигло дворцовое строительство. Вместо временной резиденции Набопаласара, разрушенной одним из паводков, Навуходоносор II возвёл новый роскошный дворец в северо-западном углу Восточного города. Окружённый мощными фортификационными сооружениями, этот, так называемый Южный дворец состоял из пяти комплексов построек, каждый из которых представлял собой отдельную крепость внутри общей дворцовой крепости. Для защиты этого комплекса от вод Евфрата, прямо в середине русла реки был выстроен мощный бастион. Согласно традиции, для одной из своих жён — мидийской царевны Амиитис — царь приказал возвести знаменитые Висячие сады — второе из Семи чудес света. В ближайшем к Евфрату замке, что располагался у Ворот Иштар, Навуходонсор II за пятнадцать дней выстроил ещё один, так называемый Центральный дворец. Последний играл роль своего рода музея, где хранились древние надписи, рельефы, статуи, библиотека, трофеи, добытые вавилонскими царями во время походов, в том числе и в Ассирию. Наконец, третий, Северный или Летний дворец был выстроен в районе предместий. По форме он представлял мощную крепость, охранявшую северный вход в предместья на линии внешней стены. Довольно быстро область в округе Северного дворца превратилась в элитный район Бит-шар-Ба́били (аккад. Bīt-šar-Bābili «Дом царя Вавилона»), застроенный виллами вельмож и богачей.
Вавилон, изначально бывший видным центром борьбы против ассирийской тирании в VI в. до н. э. стал центром такой же империи, практикующей террор, ограбление подвластных земель и массовые переселения покорённых народов. Сюда стекались многочисленные богатства: разнообразные товары, предметы роскоши, драгоценные материалы, реликвии; здесь бился пульс экономической и культурной жизни всей Передней Азии. Развитие ремесла и товарно-денежных отношений достигло высокого уровня: Вавилон имел славу города, где можно было купить или продать любой товар, известный древнему миру. Процветали разнообразные виды ростовщичества и аренды (особенно недвижимости), получили распространение крупные торговые организации, такие как дом Эгиби и дом Мурашу, формировались зачатки банковских институтов (комменда). Наряду с относительно законными методами заработка, в были широко распространены разнообразные формы нелегальной деятельности: аферы, спекуляции, вымогательство и грабежи. Город был известен беспрецедентно высоким уровнем преступности; в источниках упоминается о существовании сетей организованного криминалитета, порой в масштабах целой страны. По ночам на улицах Вавилона было настолько небезопасно, что стало обычным разъединять мосты с наступлением сумерек. В городе проживало много приезжих, в том числе чужеземцев — арамеев, арабов, египтян, евреев. Соприкосновение с ценностями и бытом этой древней цивилизации, в своём развитии давно отошедшей от патриархально-родовых идеалов древнееврейского общества, оказало на представителей последнего неизгладимое впечатление.

Нововавилонская держава

В 562 г. до н. э. после 42 лет царствования умер Навуходоносор II и между двумя группировками — вавилонской олигархией и халдейскими военными возобновилась борьба за власть. При поддержке военных престол занял старший сын покойного царя — Амель-Мардук, однако олигархия подготовила переворот. В августе 560 г. до н. э. Амель-Мардук был убит заговорщиками во главе с зятем Навуходоносора II, военачальником Не́ргал-шар-у́цуром (Нериглиссаром); последний и стал новым царём. Нергал-шар-уцур продолжал мероприятия Навуходоносора по благоустройству столицы: возведение набережной, украшение Эсагилы. Однако уже в 556 г. до н. э. царь скончался и борьба за власть возобновилась с новой силой. Халдеи возвели на вавилонский престол несовершеннолетнего сына Нергал-шар-уцура — Лабаши-Мардука; спустя некоторое время олигархия выдвинула своего претендента — видного аристократа, сановника и дипломата Набу́-на́'ида (Набонида), этнического вавилонянина. Борьба закончилась победой последнего и в июне 556 г. до н. э. Лабаши-Мардук был убит.
В первые годы правления Набонид продолжал политику своих предшественников: благоустраивал город, одаривал его храмы. После победы над киликийским царством Хуме, царь пожаловал Эсагиле, и двум другим важнейшим святилищам страны около 3 т серебра, 160 кг золота и 2850 пленников. Вместе с тем, Набонид осознавал, что могущество вавилонской олигархии представляет угрозу стабильности и суверенитету государства. Как только власть царя окрепла, а на внешних границах державы стало относительно спокойно, Набонид начал борьбу с олигархами. В этой борьбе большое значение имела «археологическая» деятельность царя: стремясь обрести поддержку в провинциях, он принялся с необычайной пышностью перестраивать храмы в Харране, Сиппаре, Ларсе, Уруке, Уре и других центрах. В провинциальных городах страны царь ставил у власти лояльных ему людей. В противовес жречеству Мардука он выдвигал местные культы — Сина, Шамаша и др. С целью ослабления экономической роли Вавилона, Набонид решил взять под контроль торговые пути, идущие из Африки и Восточного Средиземноморья через Сирийскую пустыню к нижнемесопотамским городам. Для этого он инициировал войну с арабскими племенами, в ходе которой захватил обширную территорию вплоть до города Ятрибу (Медина). Для предупреждения попыток государственного переворота царь назначил своего сына Бел-шар-у́цура (Валтасара) соправителем; последний находился в Вавилоне, командуя преданным ему халдеями и пресекал попытки мятежа. Набонид прекратил празднование Нового года в столице, лишив таким образом олигархию возможности законным образом избрать нового царя. Сам Набонид не появлялся в Вавилоне, а сделал своей резиденцией арабский город Тему (совр. Тейма). Борьба продолжалась десять лет; в итоге олигархия была вынуждена капитулировать. В 543 г. до н. э. царь вернулся в Вавилон, однако к тому времени обстановка на внешних границах державы кардинально изменилась.

##### «Падение Вавилона»
К середине VI в. до н. э. в соседней Мидии развернулась внутриполитическая борьба: против царя Астиага выступила часть местной знати. В 553 г. до н. э. в Аншане, одной из областей Мидийской державы, подняли восстание племена персов, возглавляемые вождём по имени Кураш (Кир II); часть мидийской знати, недовольная Астиагом, перешла на сторону восставших и уже в 550 г. до н. э. Кир взял столицу Мидии, Экбатаны. Огромная держава внезапно перестала существовать; Кир стремительно приводил к покорности территории, некогда входившие в её состав. В 547 г. до н. э. под ударами персов пала другая крупная держава Ближнего Востока — Лидия. К 539 г. до н. э. Кир завершил завоевание Малой Азии и весной 539 г. начал поход на Вавилонию. В этих условиях недовольная Набонидом олигархия вновь подняла голову. Полагая, что переход на сторону персов позволит избавиться от ненавистного царя, избежать кровопролитной войны и закрепить своё выгодное положение в обществе, олигархия организовала масштабную идеологическую кампанию, целью которой была дискредитация Набонида. В стране широко распространялись разного рода памфлеты, слухи, порочащие царя, активно работали персидские эмиссары. Уже в самом начале войны Набонида предал правитель области Гутиум Угбару. Опасаясь перехода месопотамских городов на сторону врага, летом 539 г. Набонид приказал увезти в Вавилон идолы богов из ряда областей, расположенных вне зоны укреплений. Дальнейший ход событий неясен, но опираясь на современные тем событиям письменные источники, учёные реконструируют следующую картину.

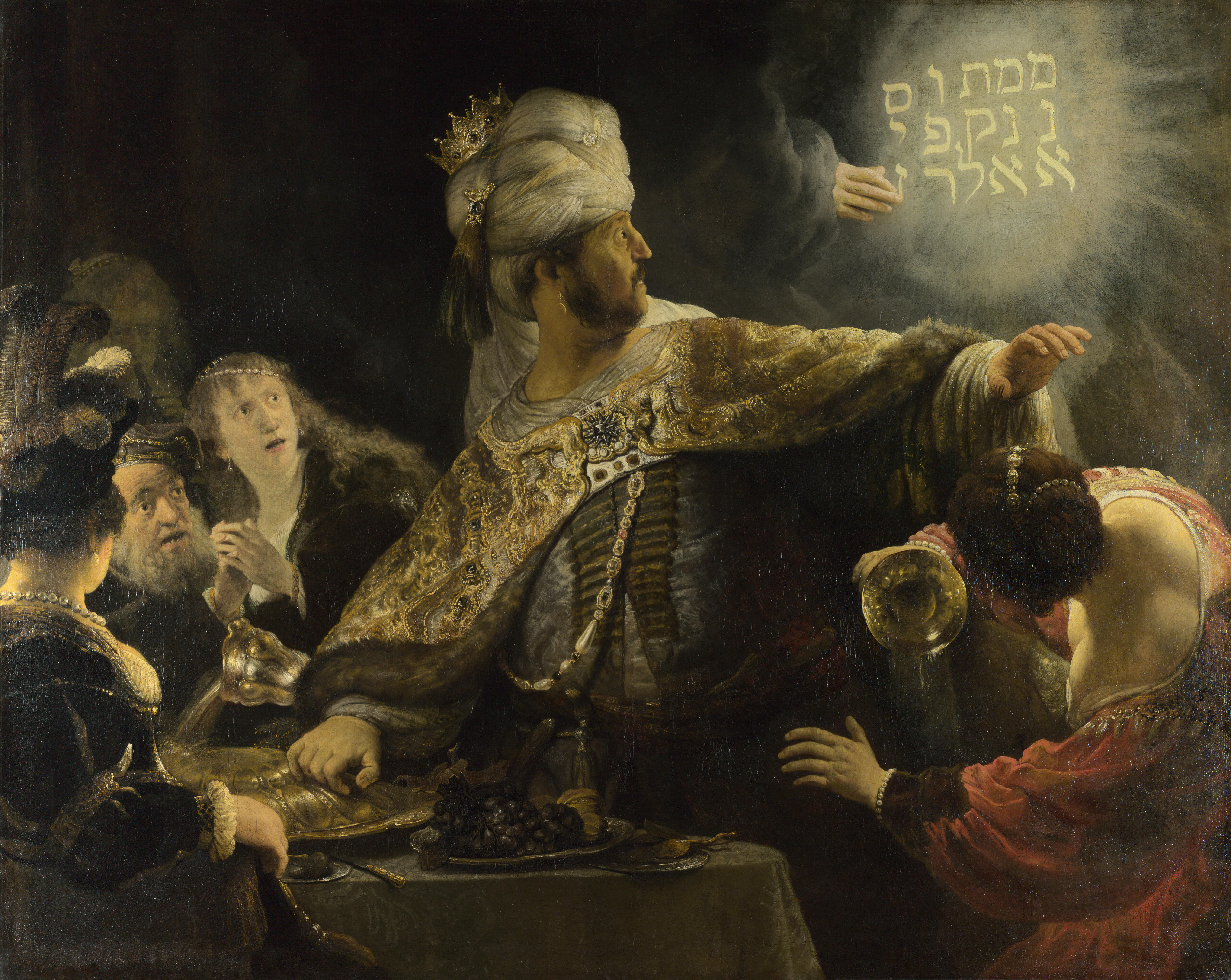
Рембрандт ван Рейн, «Пир Валтасара»

Коренную территорию страны защищала масштабная Мидийская стена. Возведённая ещё при Навуходоносоре II, она протянулась на 150 км от Сиппара до Упи (Описа) и проходила вблизи Куты и Вавилона. Опис был одним из ключевых городов этой оборонительной линии: он контролировал переправы в месте, где восточный край укреплений подходил к естественной преграде — глубоководной реке Тигр; взятие Описа могло иметь решающее значение в войне. При приближении персидских войск город восстал против Набонида, однако мятеж подавил Бел-шар-уцур (Валтасар). Вскоре подошло войско Кира; в разыгравшейся битве (август 539 г. до н. э.) персы нанесли сокрушительное поражение силам Бел-шар-уцура. Путь в сердце страны оказался открыт; войско Кира обошло Мидийскую стену и осадило Сиппар. Набонид лично возглавил оборону города однако гарнизон Сиппара защищался крайне неохотно. Вскоре царь был вынужден отступить в Вавилон; 10 октября Сиппар оказался в руках персов, а уже через два дня, 12 октября 539 г. до н. э. пал и сам Вавилон.
Подробности взятия Вавилона остаются недостаточно ясными. Геродот и Ксенофонт приводят легенду, согласно которой персы отвели воды Евфрата и ночью, когда ничего не подозревавшие горожане отмечали праздник, вошли по безводному руслу в город. Берос указывает, что Набонид командовал основными силами вавилонян, был разбит и отступил в Борсиппу. Кир взял Вавилон и велел разрушить внешние стены города, ибо последний показался царю очень грозным. Затем Кир организовал осаду Борсиппы, но Набонид прекратил сопротивление и добровольно сдался в плен. Совершенно легендарные сведения приводятся в Книге Даниила, создание которой исследователи относят к позднему времени (II в. до н. э.). Согласно этому источнику, по воле Яхве Навуходоносор был свергнут с царского престола, отлучён от людей и уподобился животному, живя с дикими ослами и питаясь травой. Однажды его сын, царь Валтасар, пируя в Вавилоне, приказал подать сосуды Иерусалимского храма, из которых Валтасар, его вельможи и наложницы стали пить вино. Внезапно на стене дворца появились пальцы руки чертившие по-арамейски: «Мене, мене, текел, упарсин». Валтасар созвал мудрецов и пообещал награду тому, кто разгадает это знамение. Лишь еврейский пророк Даниил сумел истолковать знамение: Бог сосчитал дни царства Валтасара, измерил последнего, нашёл легковесным и решил разделить его царство между завоевателями — мидянами и персами; в ту же ночь Валтасар, «царь халдейский» был убит, а его царство принял некто Дарий Мидийский. Эта же история пересказывается Иосифом Флавием. 
Источники, современные падению Вавилона, указывают на то, что город был взят без боя. Вавилон был необычайно хорошо укреплён и его осада могла отнять у противника много времени и сил; вместе с тем, столь быстрое взятие города противоречит такому сценарию. Археологические раскопки также не обнаружили следов пожаров или насильственных разрушений в соответствующих слоях. По всей видимости олигархия, настроенное ею рядовые граждане, а также другие слои, недовольные политикой Набонида, сами открыли ворота Угбару и персам. Согласно Вавилонской хронике, Набонид был захвачен в плен; вошедшие в город войска окружили ворота Эсагилы и обеспечили соблюдение порядка. Спустя месяц, 29 октября 539 г. в священный город вступил сам Кир; население Вавилона, согласно указанному источнику, торжественно встретило персидского царя. Кир помиловал Набонида и отправил его в почётную ссылку наместником Кармании; Бел-шар-уцур был казнён; Вавилония вошла в состав державы Ахеменидов.

## Город в составе державы Ахеменидов (539—331 гг. до н. э.)

### Столица автономного царства (539—481 гг. до н. э.)

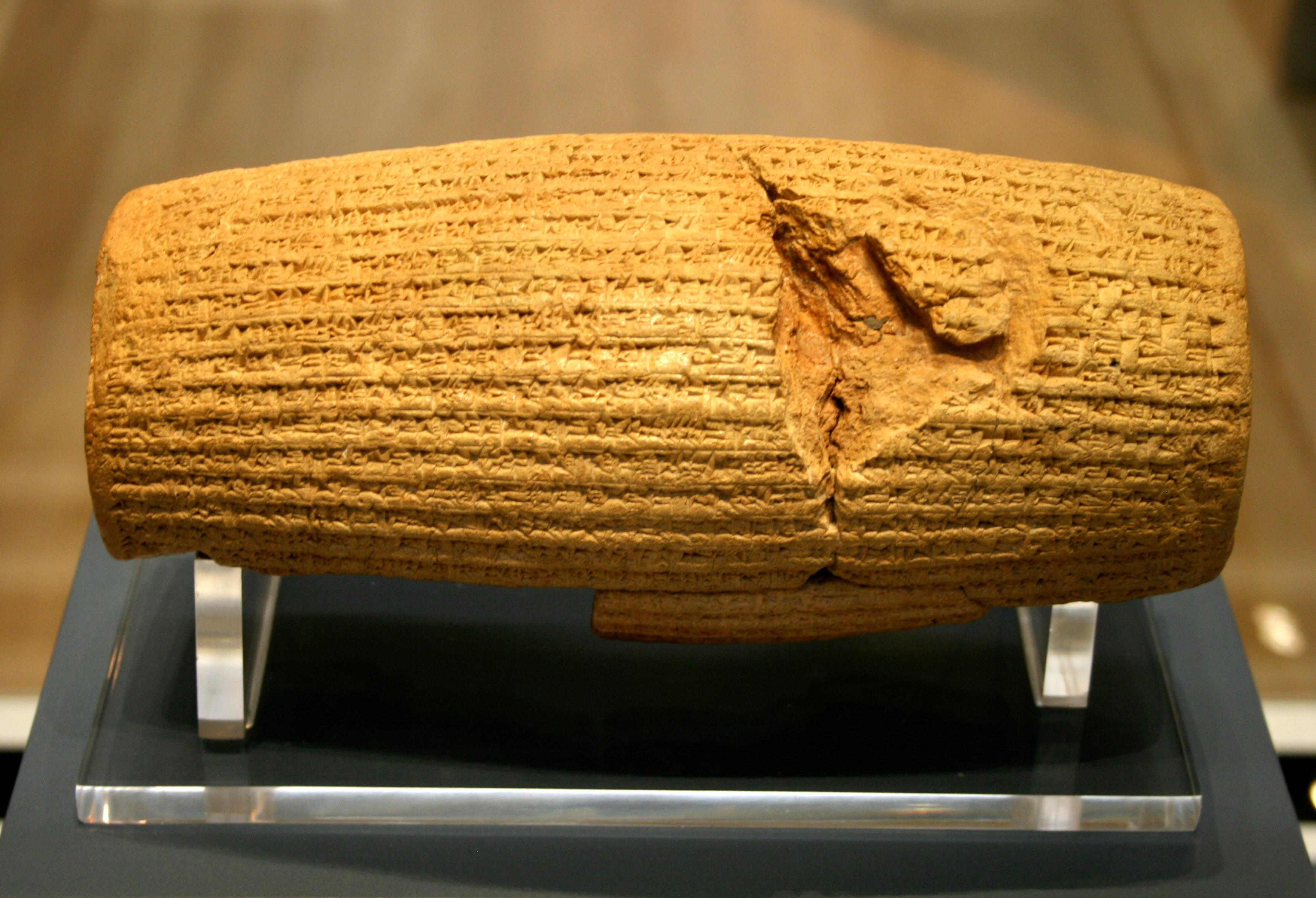
Цилиндр Рассама с надписью Кира II. Британский музей.

Вхождение Вавилонии в состав Персидской державы было оформлено в виде личной унии: исполнив соответствующие обряды Кир II получил царственность из рук Бела-Мардука, приняв месопотамский титул «царь Вавилона, царь стран». Вавилония сохранила определённую автономию, а её столица стала одной из четырёх царских резиденций (наряду с Персеполем, Сузами и Экбатанами); здесь персидские владыки обычно проводили зимние месяцы. В повседневной жизни города и страны кардинальных изменений не произошло: подавляющее большинство должностных лиц сохранило свои посты, цены остались на прежнем уровне, перерыв в ведении хозяйственной документации составил менее месяца. Кир II разрешил покорённым народам (в том числе евреям) вернуться на свою родину, покровительствовал храмам, возрождал древние культы. 
Вавилон приводился в порядок; согласно знаменитой строительной надписи на цилиндре Рассама Кир II повелел восстановить укрепления города и удалил войска оттуда. Управление городом и высшая административная власть в Вавилонии фактически осуществлялась персидским наместником, на должность которого был назначен Угбару, однако через три недели после взятия священного города он скончался. После смерти Угбару, в течение девяти месяцев титул «царь Вавилона» носил сын и наследник Кира, Камбиз; сам владыка Персии при этом сохранил за собой титул «царь стран». Под управлением Камбиза была не вся Вавилония, а лишь столица и северная часть страны (древняя область Аккад); Центральная и Южная Вавилония подчинялись непосредственно Киру и его чиновникам. По неизвестным причинам, через девять месяцев персидский царь отстранил Камбиза от власти. 
Завершив покорение западных владений бывшей Нововавилонской державы, Кир II в 535 г. до н. э. учредил сатрапию «Вавилония и Заречье», которая примерно соответствовала территории царства Навуходоносора II. Управление новой административной единицей было поручено персу Губару (Гобрию), который занимал должность сатрапа в течение десяти лет, (с 535 по 525 гг. до н. э.), а возможно и до начала 520 г. до н. э.. После смерти Кира II в 530 г. до н. э., царство принял Камбиз II. Новый царь не считал нужным маскировать персидское господство в Вавилонии и в отношении местной элиты действовал более жёстко; недовольство правлением Камбиза II вызывали и тяжелые поборы, а также военная повинность. Усиление налогового гнёта было связано и с кампанией царя 525 г. до н. э. по завоеванию Египта. Одновременно Камбиз II стремился к укреплению центральной власти, что вызвало сопротивление персидской родовой знати. Политика царя привела к волнениям, а 11 марта 522 г. до н. э., пока правитель находился в Египте, в Персиде произошёл переворот. По одной из версий, высказанной ещё Г. Винклером, А. Т. Олмстедом и другими исследователями, против Камбиза II восстал его младший брат Бардия. Согласно другой, официальной персидской версии, изложенной по приказу Дария I в надписи на Бехистунской скале, Бардия был тайно убит Камбизом II ещё до похода в Египет, а мятеж поднял «Лжебардия» — маг Гаумата. Не позже, чем через месяц с момента переворота Бардия/Гаумата был признан в Вавилоне и некоторых других городах Месопотамии; Камбиз отправился в Персию для подавления мятежа, но по дороге умер при загадочных обстоятельствах.

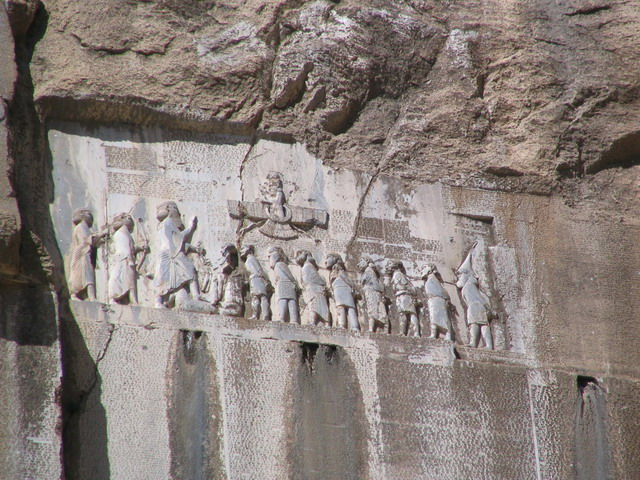
Бехистунская надпись Дария I, повествующая, помимо прочего, о восстаниях в Вавилонии.

К 1 июля 522 г. до н. э. Бардия получил всеобщее признание. В Вавилоне и других городах державы правление нового царя снискало поддержку во многом благодаря тому, что он освободил подвластное население от податей и воинской повинности. Однако в отношении персидской знати Бардия продолжал политику Камбиза. Как следствие, менее чем через шесть месяцев после воцарения, Бардия/Гаумата был убит заговорщиками из семи знатнейших персидских родов. Из среды последних был избран и новый царь; им стал Дараявауш (Дарий), сын Виштаспы (Гистаспа). Воцарение Дария I вызвало неприятие на местах и в державе Ахеменидов разразилось грандиозное восстание. В Вавилоне появился самопровозглашённый царь Навуходоносор III, выдававший себя за сына Набонида (Дарий в Бехистунской надписи именует его Нидинту-Белом). Лишь через три месяца, в декабре 522 г. до н. э., персидское войско, возглавляемое лично Дарием, прибыло в Вавилонию. Самопровозглашённый Навуходонсор был разгромлен в двух битвах и с небольшим числом всадников укрылся в столице. Но Дарий взял Вавилон и казнил Нидинту-Бела вместе с другими заговорщиками. Спустя несколько месяцев в Вавилонии вспыхнуло новое восстание во главе которого встал очередной правитель с именем Навуходоносора, сына Набонида (в Бехистунской надписи — Араха, сын Халдиты). Не позднее августа 521 г. до н. э. Навуходоносор IV получил признание в Вавилоне. 27 ноября 521 г. до н. э. персидское войско под командованием Виндафарны нанесло поражение силам Арахи. Вавилон был взят, Навуходоносор IV и его ближайшие сторонники были захвачены в плен и казнены. Обстоятельства взятия Вавилона во время мятежей Нидинту-Бела и Арахи неясны. Геродот, вероятно смешивая оба восстания в одном сюжете, передаёт рассказ, согласно которому город подвергся долговременной осаде и был взят посредством хитрости персидского военачальника Зопира, изувечившего себя ради проникновения в стан врага. Тем временем, ценой невероятных усилий Дарию I удалось удержаться у власти и сохранить державу Ахеменидов. В Вавилоне по приказу персидского царя были разрушены внешние стены; у летнего (северного) дворца Навуходоносора II на видном месте был выставлен рельеф, стиль и сюжет которого напоминали Бехистунскую надпись, в которой Дарий убеждал вероятного читателя в законности и справедливости своих действий. В своих надписях новый персидский царь уже не ссылался на волю Мардука, а представлял себя избранником Ахурамазды, верховного божества зороастрийской религии. Дарий разделил единую сатрапию «Вавилония и Заречье» на две, однако священный город остался единым политическим центром для них: областеначальник Заречья подчинялся вавилонскому наместнику. Жестокий удар по экономической жизни города нанесла прогрессирующая инфляция. Дарий принял ряд мер по стабилизации финансовой системы страны, однако ряд отраслей хозяйственной жизни города пережил существенный спад. Вместе с тем, персидская власть тяжёлым бременем ложилась на плечи населения Вавилонии. Налоговый гнёт, угон жителей страны на строительные работы в Иран, большие расходы на содержание персидских гарнизонов и двора сатрапа — создавали предпосылки для нового восстания, которое лишь ждало подходящего момента.

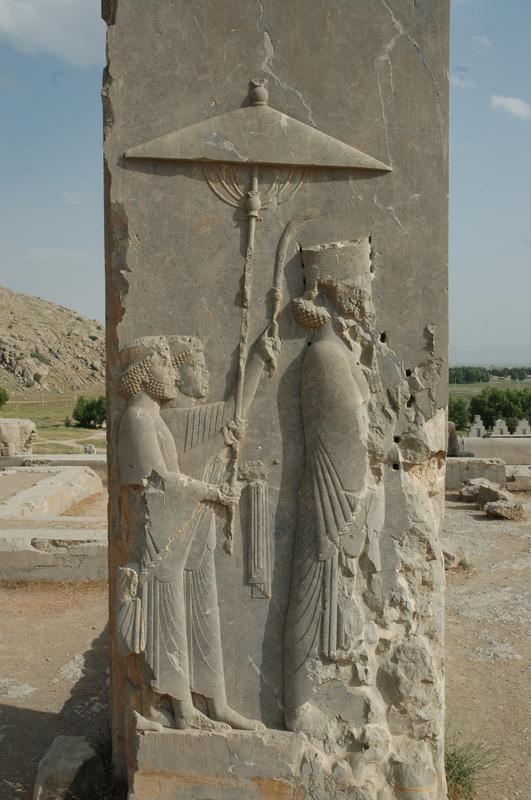
Ксеркс I. Рельеф во дворце этого царя в Персеполе.

Начиная с 498 г. до н. э. в Вавилоне подолгу проживал сын и наследник Дария I — Ксеркс; специально для него в городе был выстроен дворец. После смерти Дария Ксеркс унаследовал трон, приняв в 486 г. до н. э. традиционный титул «царь Вавилона, царь стран». На второй год его правления (484 г. до н. э.), пока Ксеркс I находился в своей резиденции в Экбатанах, в Вавилонии вновь вспыхнуло восстание, на этот раз под руководством некоего Бел-шиманни. Мятеж не успел охватить большую территорию: примерно в течение двух недель власть Бел-шиманни признавалась в Вавилоне, Борсиппе и Дильбате, после чего восстание было оперативно подавлено. Ксеркс I ограничился лишь казнью зачинщиков мятежа, не став подвергать разрушениям город, который он хорошо знал и, вероятно, любил. Тем временем, основное внимание царя было сосредоточено на подготовке большого похода против Греции, являвшемся продолжением начатой ещё Дарием I череды греко-персидских войн. Поход потребовал значительных затрат ресурсов и напряжения сил: для участия в предстоящей кампании в Малую Азию направлялась основная часть персидских гарнизонов, ранее размещённых в подвластных странах, в том числе в Вавилонии. 
Пользуясь ослаблением персидского военного присутствия, население этой сатрапии в августе 482 г. до н. э. подняло мощное восстание. Мятеж возглавил некто Шамаш-эриба; за короткое время под властью восставших оказались Вавилон, Борсиппа, Дильбат и некоторые другие города. Мятеж ставил под угрозу саму кампанию персидского царя по завоеванию Греции, к тому же восстание происходило в самом центре державы, что было особенно опасно; ситуация вынуждала Ксеркса принять решительные и жёсткие меры. Для подавления мятежа было отправлено войско под руководством Мегабиза (др.-перс. Багабухша). В результате сражений и карательных мер некоторые города мятежной страны (такие как Сиппар) были полностью разрушены. Кульминация боевых действий связана с многомесячной осадой Вавилона, длившейся до марта 481 г. до н. э.. Город был взят до наступления праздника Нового года, поскольку Шамаш-эриба так и не успел короноваться надлежащим образом. 
Захватившие Вавилон персидские войска занялись карательными действиями. Все укрепления города были срыты, а зачинщики и руководители восстания казнены. Основным объектом гонений стала верхушка вавилонского общества: по всей стране земли, принадлежавшие участникам восстания, были конфискованы и переданы персидской знати; часть жречества была казнена, а многие культовые сооружения, в том числе главный храм Эсагила и зиккурат Этеменанки — подверглись разграблению и разрушению. В течение некоторого времени весь центральный храмовый участок был отделён от остальной части города Евфратом, русло которого специально для этого было изменено. Разрушениям вероятно подверглись и некоторые частные дома. Согласно Диодору, лишь небольшая часть города осталась обитаема, остальные его территории были отведены под посевы. Персы вывезли из центрального святилища массивную золотую статую бога Мардука, весом 20 талантов (около 600 кг) которая была отправлена в Иран и по всей видимости переплавлена; с этого момента Вавилонское царство навсегда сошло с исторической сцены. Титул «царь Вавилона» был упразднён; все писцы Месопотамии получили предписание величать Ксеркса I «царём стран»; празднование Нового года в городе прекратилось. Вавилония была присоединена к Ассирии, составив с ней новую IX сатрапию; Заречье стало отдельной территорией. Карательные действия Ксеркса нанесли сокрушительный удар по экономическому, политическому и религиозному значению Вавилона. С этого времени последний перестал существовать как священный город, а постепенное сокращение числа хозяйственных источников оттуда свидетельствует об экономическом спаде.

### Царская резиденция после 481 г. до н. э.
После 481 г. до н. э. Вавилон в определённой мере потерял прежнее значение, но сохранял роль царской резиденции, где персидские владыки обычно проводили зимние месяцы. Согласно Плутарху, после подавления восстания вавилонянам было запрещено носить оружие, однако Геродот указывает на участие вавилонян в походе Ксеркса на Грецию. Сам Геродот посетил город через 20-30 лет после восстания Шамаш-эрибы и был впечатлён его размерами и красотой. По словам Геродота, Вавилон был не только очень большим городом, но и самым красивым из всех городов, которые он знал. Вместе с тем, ряд важных достопримечательностей города, таких как зиккурат Этеменанки или мощные укрепления Вавилона «отец истории» уже не застал. Многие сведения, приводимые греческим автором, взяты из устных рассказов, а не личных наблюдений; к тому же анализ этих сведений позволяет заключить, что порой вавилоняне по каким-то причинам снабжали Геродота неверной информацией
От последующего времени из города дошли некоторые письменные источники, позволяющие воссоздать определённые черты социально-экономической и политической жизни региона середины — конца V в. до н. э. Вавилон в определённой степени сумел восстановиться и даже частично вернуть прежнее значение, однако звание важнейшего экономического центра Месопотамии у него теперь оспаривали города Ниппур и Урук. В течение долгого времени в городе проживал сын царя Артаксеркса I Ох, который в 423 г. до н. э. закрепился у власти и принял тронное имя Дарий II. От времени правления нового царя и его преемника, Артаксеркса II, сохранилось несколько фрагментов строительных надписей: персидские владыки обустраивали в Вавилоне сады с павильонами. В 401 г. до н. э. недалеко от города состоялась битва при Кунаксе, предотвратившая мятеж Кира Младшего против Артаксеркса II (события, описанные в Анабасисе Ксенофонта). В правление другого царя, Артаксеркса III, в городе была воздвигнута статуя зорооастрийской богини Анахиты и перестроен один из дворцов Навуходоносора II, превратившийся в роскошную ападану. В 345 г. до н. э., после подавления восстания в Финикии, в Вавилон была переселена часть пленённых жителей города Сидон. Строительная деятельность персидских царей, тем не менее, не прибавляла им популярности в среде жителей города; условия, в которые был поставлен последний, не соответствовали его реальной роли и делали Вавилон, по выражению некоторых исследователей, «униженным культурным центром древнего мира». В этнолингвистическом отношении, продолжалась арамеизация местного населения (как, впрочем, и населения других областей Передней Азии). Вавилоняне и халдеи смешивались в единый народ; арамейский вытеснял аккадский из разговорной речи; этот же язык использовала и персидская администрация.
Тем временем держава Ахеменидов переживала период кризиса. Частые восстания, сепаратизм сатрапов, дворцовые перевороты и другие внутренние проблемы наложились на неблагоприятный внешнеполитический фон. Неудачи в греко-персидских войнах осложняли положение центральной власти в западных сатрапиях, в первую очередь в Египте. К последнему всё больший интерес стал проявлять Карфаген; особую опасность представляло стремительное возвышение Македонии, под властью которой в 337 г. до н. э. объединилось подавляющее большинство полисов Балканской Греции. Трения между Македонией и Персией усиливались и уже в 336 г. до н. э. македонский царь Филипп II начал военные действия против Ахеменидов под предлогом освобождения греческих городов от персидской власти. После двухлетнего перерыва, связанного с убийством Филиппа II и внутренними неурядицами, кампания возобновилась. Македонская армия под руководством Александра III Великого, оснащённая лучшим на тот момент вооружением, начала свой знаменитый восточный поход. Нанеся поражение персидской армии в битвах при Гранике и при Иссе, войско Александра вступило в Месопотамию. 1 октября 331 г. до н. э. состоялось генеральное сражение у Гавгамел (Арбел). В решающий момент царь Дарий III бежал и битва оказалась проигранной персами. Захватив Арбелы (совр. Эрбиль), Александр двинулся на Вавилон. К тому времени город восстановил мощные укрепления и был готов к длительной осаде. Местным сатрапом был Мазей — бывший сатрап Киликии, отличившийся при Гавгамелах натиском на фланг Пармениона; командование гарнизоном и распоряжение царской казной осуществлял Багофан. Вместе с тем, после поражения при Гавгамелах, Дарий III бежал в Мидию, что поставило под вопрос дальнейшее существование его государства. Мазей отошёл в Вавилон, население которого испытывало значительную неприязнь к Ахеменидам и персидской власти в целом. Посчитав бесперспективным дальнейшее сопротивление, сатрап принял решение сдать город без боя.

## Эллинистический Вавилон (331—ок. 130 гг. до н. э.)

### Город при Александре и в период войн диадохов

Серебряный статер Мазея. Чеканился в бытность им сатрапом Вавилона при Александре. Имя сатрапа дано справа на арамейском. Справа вверху видно характерное солнце, символ македонских царей.

В октябре 331 г до н. э. Александр Македонский торжественно вступил в Вавилон, принёс жертву Белу и был провозглашён «царём Вавилона и четырёх сторон света». Македонское войско пребывало в городе около месяца, после чего продолжило продвижение на восток. Александр распорядился начать работы по восстановлению местных храмов; в частности, было принято решение о реставрации Эсагилы. По приказу царя, верхняя часть зиккурата Этеменанки были снесена, и легендарная башня начала перестраиваться. Стремясь подчеркнуть особую роль города, царь разрешил чеканить здесь серебряную монету. Мазей сохранил должность сатрапа; после его смерти в 328 г. до н. э. сатрапом стал Стамен (Дитамен). Окончательно разгромив Персидскую державу и подчинив ахеменидские владения в Средней Азии, македоняне совершили поход в Северо-Восточную Индию; в 323 г. до н. э. Александр вернулся в Вавилон, который он решил сделать своей столицей. С целью подготовки кампании по завоеванию Аравии, возле города была вырыта гавань для стоянки тысячи военных кораблей, а также сооружена верфь. Реализации всех этих планов помешала внезапная смерть царя в июне 323 г. до н. э.
После смерти Александра его полководцы, так называемые диадохи (др.-греч. διάδοχος — преемник), собрались в Вавилоне (323 г. до н. э.), где достигли соглашения (так называемый Вавилонский раздел), согласно которому будущими (во многом номинальными) царями должны были стать слабоумный брат Александра Филипп III Арридей и возможный сын тогда ещё беременной царицы Роксаны (будущий Александр IV Македонский); регентом до достижения последним совершеннолетия был утверждён полководец Пердикка, фактически осуществлявший верховную власть. Остальные диадохи становились сатрапами различных областей державы; в Вавилонии эту должность получил Архон из Пеллы. Несмотря на это соглашение, центробежные тенденции продолжали нарастать, что в конечном счёте вылились в череду так называемых войн диадохов (321 — 301 гг. до н. э.). Уже в 321 г. до н. э. Пердикка был убит; в 320 до н. э. мятежные диадохи собрались в Трипарадисе (Сирия) и осуществили перераздел державы, согласно которому сатрапом Вавилона стал Селевк (по другим источникам, он мог занимать эту должность ещё с 323 г. до н. э.). Сам город со временем утратил столичный статус; номинальные цари — Александр IV и Филипп III — находились в Македонии под покровительством нового регента, Антипатра. Селевк имел поддержку в Вавилоне, однако в ходе войн диадохов город неоднократно переходил из рук в руки. Так, в 318 г. до н. э. Вавилон занял Эвмен — главный сподвижник Пердикки и самый крупный правитель Азии после убийства последнего.

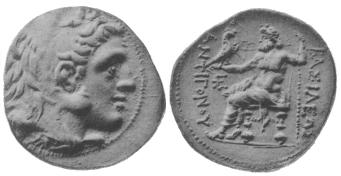
Монета Антигона Одноглазого

В 316 г. до н. э. в город с войском прибыл Антигон Одноглазый, стратег-автократор Азии, разгромивший Эвмена. Став самым могущественным из диадохов, он вероятно задумал восстановить державу Александра Македонского под эгидой собственной неограниченной власти. Антигон потребовал от Селевка, как от подчинённого сатрапа, отчёта о ведении денежных дел в его регионе, что заставило последнего бежать в Египет под покровительство Птолемея Лага. В 312 г. до н. э., пользуясь выгодной расстановкой сил в Восточном Средиземноморье, Селевк, взяв у Птолемея 800 пехотинцев и 200 всадников, совершил стремительный переход от Тира к Вавилону; стоявший в цитадели гарнизон Антигона сдался. В первых числах октября 312 г. до н. э. Селевк вступил в Вавилон, где был торжественно принят как царь; с этого же момента в Передней Азии начался отчёт нового летоисчисления — эры Селевкидов. Антигон был вынужден заключить мир с коалицией воевавших против него диадохов (311 г. до н. э.) и сосредоточиться на месопотамских делах; против Селевка была отправлена 20-тысячная армия под командованием сына Антигона, Деметрия Полиоркета. В ходе так называемой Вавилонской войны (311 — 309 гг. до н. э.) Деметрий занял город (сторонники Селевка заблаговременно покинули Вавилон и укрылись в Сузах), разместил там гарнизон, подверг разорению окрестные земли и ушёл обратно в Сирию; Селевк тем временем продолжал покорение восточных сатрапий, оказавшись фактически недосягаемым для Деметрия. После завершения восточной кампании Селевк стал одним их крупнейших правителем Азии, однако с отвоёвыванием Вавилона он медлил. Состояние неопределённости было разрешено в результате последней войны диадохов (308 — 301 гг. до н. э.). Летом 301 г. до н. э. в ходе грандиозной битвы при Ипсе объединённые войска Селевка, Лисимаха и Кассандра (командование вместо него осуществлял Плистарх) разгромили силы Антигона и Деметрия; сам Антигон при этом погиб; идея единства державы окончательно ушла в прошлое.

### Вавилон при Селевкидах

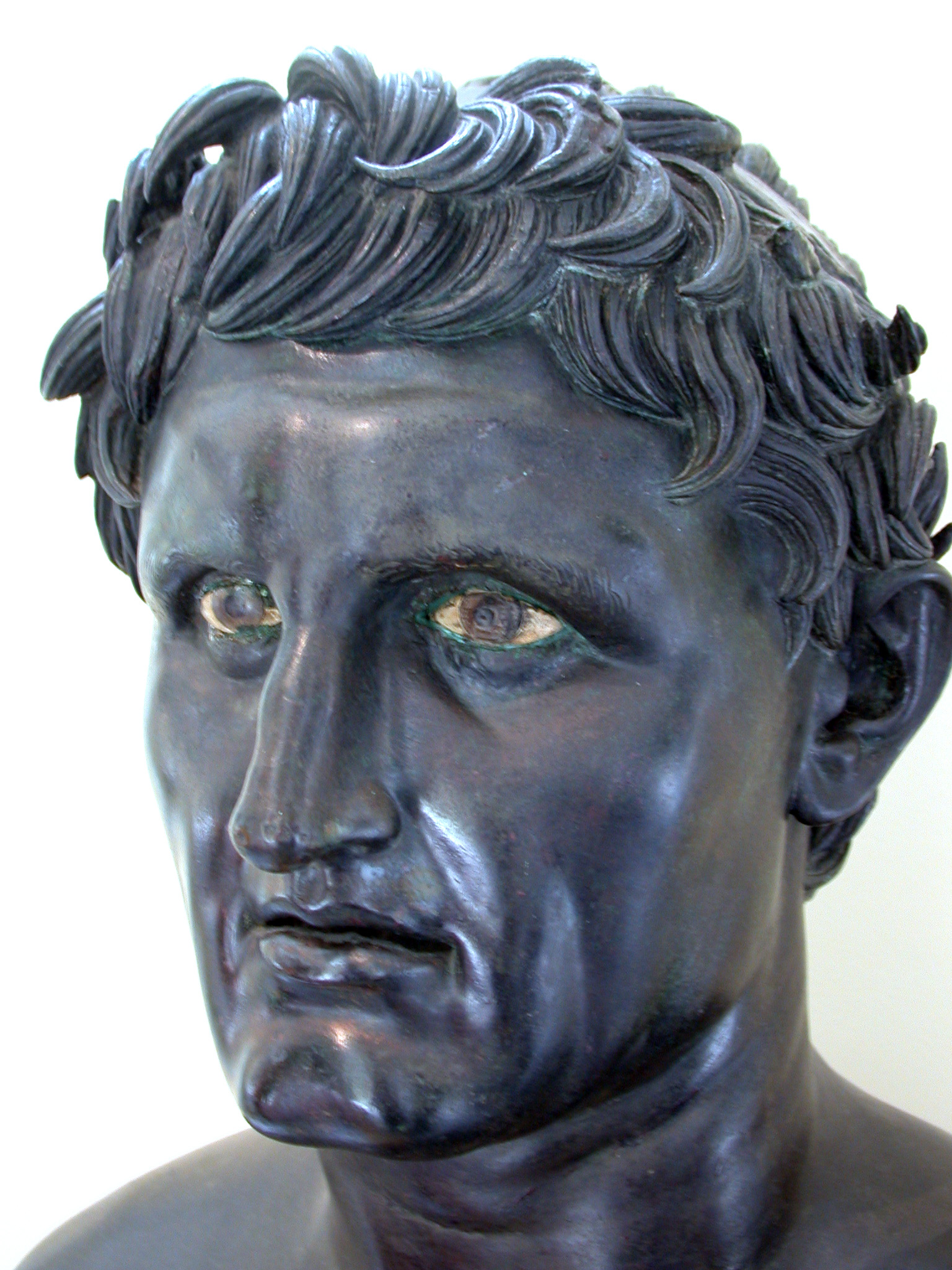
Селевк I Никатор. Римская копия греческой статуи Селевка, обнаруженная в Геркулануме. Национальный археологический музей Неаполя

В результате войн диадохов Вавилон перешёл под власть государства Селевка и его потомков. После битвы при Ипсе Селевк I Никатор принял решение основать новый город, который был назван его именем. По всей видимости, Селевкия-на-Тигре была заложена на месте древнего Описа и с самого начала занимала огромную для того времени площадь (ок. 550 га). Основание нового города, располагавшегося в 90 км севернее Вавилона, означало конец политического влияния последнего. Около 275 или 274 г. до н. э. царь Антиох I Сотер сделал Селевкию своей столицей. Поскольку новый город оставался недонаселённым, Антиох переселил туда часть жителей Вавилона; вероятно это привело к тому, что жителей Селевкии, по свидетельству Страбона, обычно именовали «вавилонянами» (ср.: Диоген Вавилонский). Из-за близкого соседства с новой столицей Вавилон в селевкидскую эпоху начал постепенно приходить в упадок, однако в его дворцах ещё отдыхали цари, в храмах совершались пышные ритуалы, а сам город оставался резиденцией местного сатрапа. Так, в одной из поздних надписей на аккадском языке, говорится об участии Антиоха I в ритуалах, связанных с культовым строительством в Эсагиле и Эзиде; табличка, датированная временем правления Селевка III (225—223 гг. до н. э.) свидетельствует о том, что многочисленным богам в вавилонских святилищах ещё приносились регулярные жертвы. В период пребывания Вавилона в составе державы Александра Македонского и государства Селевкидов город находился в сфере влияния эллинистической цивилизации, для которой был характерен синкретизм греческой и восточной культур. Многие месопотамские боги отождествлялись с греческими: Мардук — с Зевсом, Набу — с Аполлоном, Нанайя — с Артемидой, Шамаш — с Гелиосом, Нергал — с Гераклом и т. д. В Вавилоне существовала греческая община (аккад. puliṭē/puliṭānu — калька с др.-греч. πολιται); археологи обнаружили остатки античной архитектуры на холме Бабиль и в районе дворца Навуходоносора II.

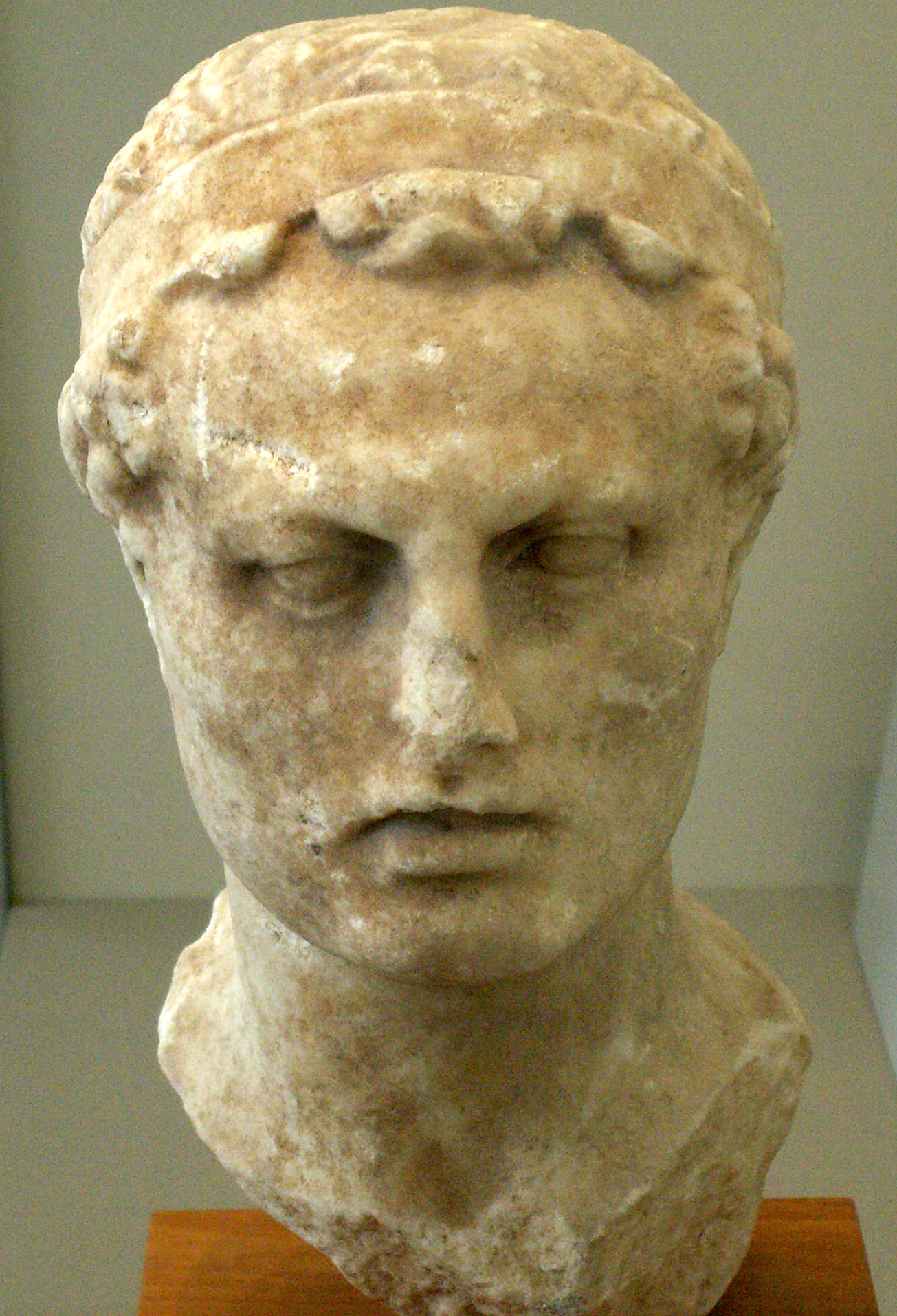
Антиох IV Эпифан. Старый музей, Берлин

Положение государства Селевкидов со временем ухудшалось, чему в немалой степени способствовал прогрессирующий региональный сепаратизм. Особая опасность исходила от Парфии — бывшей сатрапии, отпавшей ещё в 256 г. до н. э.; из соображений безопасности уже Антиох II Теос был вынужден перенести столицу на запад в Антиохию-на-Оронте (Антиохия Великая). В 222 г. до н. э. Селевкия и Вавилон были взяты войсками мятежного сатрапа Молона, но вскоре отступили под натиском царя Антиоха III Великого. После поражения Антиоха от римлян в битве при Магнезии (осень 190 г. до н. э.) государство Селевкидов постепенно пришло в упадок, сжавшись до размеров небольшого Сирийского царства. Вавилон продолжал входить в его состав вплоть до середины II в. до н. э., но значение города продолжало падать. Начатое ещё при Александре строительство Этеменанки так и не было завершено; остатки верхней части зиккурата были вывезены в округ Новый город, где из них началось возведение греческого театра. По этой же причине позднейшие путешественники и исследователи долгое время не могли обнаружить руины Вавилонской башни. В правление Антиоха IV Эпифана (175—164 гг. до н. э.) греческая община города расширилась за счёт переселения туда части жителей Селевкии. Антиох IV был активным покровителем эллинской культуры, в его правление в Вавилоне был выстроен гимнасий и обновлён (или выстроен) театр. В конце 60-х гг. II в. до н. э. город занял Тимарх — мятежный сатрап Мидии, однако вскоре он был изгнан оттуда войсками царя Деметрия I, за что вавилоняне дали последнему прозвище «Сотер» (др.-греч. Σωτήρ — «Спаситель»). Последующей усобицей между несколькими самопровозглашёнными сирийскими царями воспользовалась Парфия; с этого момента Месопотамия превратилась в арену пограничных конфликтов, разоряемую силами обеих сторон. В 144 г. до н. э. Вавилония была занята войсками царя Парфии Митридата I. В 130 г. до н. э. укрепившийся у власти Антиох VII Сидет начал войну с Парфией, лично возглавив 80-тысячную сирийскую армию. В ходе военных действий Вавилония вновь отошла к Селевкидам, однако внезапное поражение Антиоха VII изменило ход истории. Около 130 г до н. э. парфянский царь Фраат II занял Вавилон.

## Под властью парфян

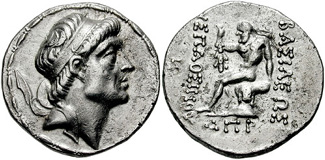
Монета Гиспаосина Харакенского

Противоборство Сирийского царства и Парфии в Месопотамии нанесло значительный ущерб городам последней. Особенно пострадал Вавилон, который в правление Фраата II стал объектом масштабных репрессий; эти события связаны с именем некоего Гимера. Проблемы на восточных границах заставили Фраата II отвлечься от месопотамских дел; поэтому он в 129 г. до н. э. назначил Гимера наместником в Вавилоне. Пока царь воевал на востоке, его ставленник развернул борьбу с политическими противниками, в ходе которой целые кварталы города подверглись уничтожению. Была сожжена вавилонская агора, разрушены многие храмовые постройки. Ход событий неясен, поскольку источники того времени писались на плохо хранившихся материалах — папирусе, пергамене. Тирания Гимера закончилась при неясных обстоятельствах; около 127 г. до н. э. Нижняя Месопотамия была захвачена Гиспаосином (Аспасином) — правителем царства Харакена, располагавшегося на берегу Персидского залива; в том же году вавилоняне признали нового завоевателя царём. Лишь после смерти Гиспаосина в 124 г. до н. э., Митридат II Великий вернул Месопотамию Парфии.
В середине I в. до н. э. внутри правящего дома царства — династии Аршакидов — развернулась политическая борьба. В 57 г. до н. э. царь Фраат III был убит собственными сыновьями — Ородом (II) и Митридатом (III). Ород II короновался царём, но уже в следующем, 56 г. до н. э. его брат организовал переворот и захватил власть. Ород II бежал в Сирию, однако Митридат III не смог процарствовать более года; он был разгромлен парфянской армией под командованием Сурены, сохранившего верность Ороду II. По свидетельству Помпея Трога, Митридат бежал в Вавилон, где был настигнут парфянской армией под командованием уже самого царя; после долгой осады город был взят, Митридат попал в плен и был казнён в 54 гг. до н. э., однако древний город потерпел значительный ущерб в ходе этих событий.

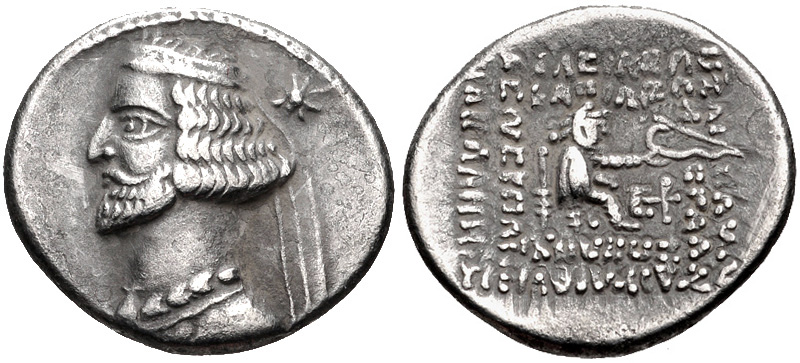
Монета Митридата III

В целом, парфянские правители пытались поддерживать Вавилон в порядке: греческий театр был перестроен, летний дворец Навуходоносора II превратился в укреплённый комплекс, в цитадели были возведены новые административные сооружения. Однако репрессии Гимера и война между Ородом II и Митридатом III нанесли Вавилону такой удар, последствия которого оказались даже более разрушительными чем действия Ксеркса I в своё время. Негативное влияние оказывало и близкое соседство с новой парфянской столицей — Ктесифоном, выстроенным на левом берегу Тигра непосредственно напротив Селевкии. Как следствие, город стремительно приходил в упадок, пустел; архитектура даже дворцового комплекса отличалась бедностью и примитивизмом. К концу I в. до н. э. значительная часть Вавилона оказалась заброшенной, о чём свидетельствует Страбон. В первом столетии н. э. здесь ещё действовало центральное святилище Эсагила, но обитаемой оставалась лишь небольшая часть города. Во II в. в Вавилоне как будто ещё функционировал театр (на что указывает греческая надпись того времени), в целом в городе по-прежнему бурлила жизнь, Вавилон был центром парфянской провинции (отдельная провинция Вавилония как и отдельная провинция Ассирия), и он имел внешние торговые связи с другими городами, например с Пальмирой; источники указывают и на появление в этом регионе раннехристианской общины. Более того, заключительная часть 1-го послания апостола Петра содержит слова:«Приветствует вас избранная, подобно вам, церковь в Вавилоне и Марк, сын мой.» (1Пет. 5:13). Это может указывать на то, что апостол Пётр находился в Вавилоне в момент написания послания.
Между тем, основным врагом Парфии на западных границах оставалась Римская империя; борьба между двумя державами была долгой и ожесточённой, однако ни одна из сторон не смогла достичь решающих успехов. Во время восточной кампании император Траян остановился зимовать в Вавилоне (115 или 116 год); по свидетельству Диона Кассия римское войско застало там практически одни руины, по другим источникам храм Бела и часть стен Вавилона ещё продолжали стоять. Хотя он был ненадолго захвачен Траяном в 116 году н. э., чтобы стать частью недавно завоёванной провинции Месопотамия, его преемник Адриан отказался от всех завоеваний к востоку от реки Евфрат, которая снова стала восточной границей Римской империи. В самом конце II в. в Месопотамию вступили легионы Септимия Севера.

## Упадок и запустение
В 224 г. парфянский правящий дом Аршакидов был свергнут правителем области Перса Ардаширом (Артаксерксом) — представителем рода Сасанидов. Короновавшись древним титулом «царь царей» (перс. شاهنشاه‎ шаханшах), Ардашир, возможно, предполагал возродить великую державу Ахеменидов, включавшую территорию Междуречья; в любом случае, Месопотамия вошла в состав новой Персидской империи. В сасанидскую эпоху Вавилон по-прежнему выполнял функции местного административного центра и даже сохранял городские стены, однако, как указывает Э. Кленгель-Брандт, эти предположения требуют доказательств. Вавилон долго ещё сохранял свою собственную культуру и население, которое продолжало называть свою Родину Вавилонией. Но со временем, традиции древней месопотамской культуры безвозвратно уходят в прошлое: аккадский язык, клинопись, глиняные таблички и древняя мифология исчезают, их место окончательно занимают арамейский язык, пергамент, папирус и новые религии — зороастризм, митраизм, христианство (с V века — в форме несторианства), манихейство. Монеты парфянского, сасанидского и арабского периодов, раскопанные в Вавилоне, демонстрируют непрерывность поселения в этом месте. Главным врагом Сасанидского Ирана оставалась Римская империя и её средневековое продолжение — Византия; бесконечные взаимные войны истощали силы обеих держав, чем активно пользовались соседи. Уже в IV — V вв. у западных границ Месопотамии, в буферной зоне между Византией и Ираном прочно обосновались арабские племена, образовавшие там несколько государств во главе с династиями Гассанидов и Лахмидов; под контролем последних оказалась и территория по нижнему течению Евфрата. Ситуация осложнилась в VII в., когда большинство арабских племён сплотилось под знаменем новой религии — ислама, а иранское государство вступило в период глубокого кризиса. В 636 г., после череды кровопролитных битв, войска Арабского халифата нанесли решающее поражение персам в битве при Кадисии и окончательно захватили Месопотамию, южная часть которой в то время стала именоваться «Ираком» (араб. العراق‎).
Итогом арабского завоевания стала исламизация Месопотамии, интеграция её в структуру Арабского халифата. Вавилон продолжал какое-то время оставаться административным центром одноимённой провинции Бабиль (араб. بابل‎ «Вавилон»), пока не превратился в небольшую деревушку, о которой упоминали различные арабские средневековые рукописи IX−X веков, арамейский же язык и восточное христианство в конечном итоге маргинализовались. Ибн Хавкаль (X век) и арабский учёный аль-Казвини (XIII век) описывают Вавилон или Бабиль (араб. بابل‎ «Вавилон») как небольшую деревню. Последний описал колодец, называемый «Темницей Даниила», который посещали христиане и евреи во время праздников. Могилу-усыпальницу Амрана ибн Али посещали мусульмане. В X в. возле руин древнего города, на восточном берегу Евфрата был основан город Эль-Джами’айн, а в XII в. рядом с ним возник город Эль-Хилла; новые поселения использовали для строительства кирпичи, добывавшиеся из руин Вавилона. Постепенно Эль-Хилла превратилась в крупный центр, столицу провинции Бабиль. Европейские путешественники во многих случаях не могли определить местоположение Вавилона или ошибочно принимали за него Фаллуджу. Вениамин из Туделы, путешественник XII века, упоминает Вавилон, но неясно, был ли он ещё там. Другие называли Багдад Вавилоном или Новым Вавилоном и описывали различные сооружения, встречающиеся в этом регионе, как Вавилонскую башню. Пьетро делла Валле посетил деревню Бабиль в XVIII веке и отметил множество остатков различных построек как из обожжённых, так и высушенных глиняных кирпичей, скреплённых битумом.